# Liste der Biografien/Can
Liste der Biografien |
Portal Biografien |
Personensuche
# |
A |
B |
C |
D |
E |
F |
G |
H |
I |
J |
K |
L |
M |
N |
O |
P |
Q |
R |
S |
T |
U |
V |
W |
X |
Y |
Z |
?
 
Ca |
Cb |
Cc |
Ce |
Ch |
Ci |
Cj |
Ck |
Cl |
Cm |
Cn |
Co |
Cr |
Cs |
Ct |
Cu |
Cv |
Cw |
Cy |
Cz
 
Caa–Cag |
Cah |
Cai |
Caj |
Cak |
Cal |
Cam |
Can |
Cao–Cap |
Caq |
Car |
Cas |
Cat–Caz
Die Liste der Biografien führt alle Personen auf, die in der deutschsprachigen Wikipedia einen Artikel haben. Dieses ist eine Teilliste mit 994 Einträgen von Personen, deren Namen mit den Buchstaben „Can“ beginnt.

## Can
- Can Xue (* 1953), chinesische Schriftstellerin
- Can, Adrian (* 1979), deutscher Schauspieler
- Can, Ali (* 1993), deutscher Sozialaktivist
- Can, Ayhan (* 1937), türkischer Dichter
- Can, Burak (* 1996), türkischer Schauspieler
- Can, Cem (* 1981), türkischer Fußballspieler
- Can, Cihan (* 1986), türkischer Fußballspieler
- Can, Efekan (* 1994), türkischer Schauspieler
- Can, Emre (* 1990), türkischer Schachspieler
- Can, Emre (* 1994), deutscher FußballspielerEmre Can (* 1994)

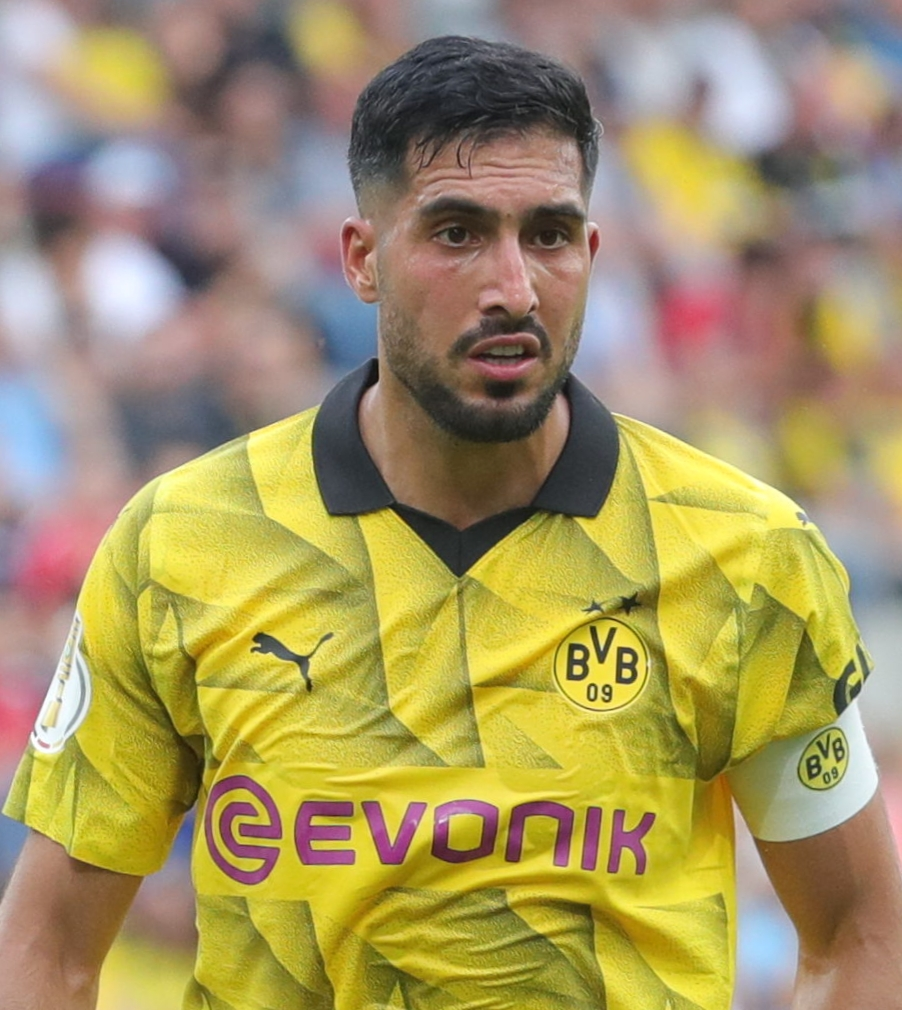
Emre Can (* 1994)

- Can, Eren (* 1998), deutsch-türkischer Sänger und Rapper
- Can, Eyüp (* 1964), türkischer Boxer
- Can, Fettah (* 1975), türkischer Popmusiker
- Can, Görkem (* 2000), türkisch-deutscher Fußballspieler
- Can, Halil İbrahim (* 1990), türkischer Fußballspieler
- Can, Hüseyin (* 1999), türkischer Langstreckenläufer
- Can, Kerem (* 1977), deutsch-türkischer Schauspieler
- Can, Müslüm (* 1975), deutsch-türkischer Fußballspieler
- Can, Sabri (* 1997), türkischer Fußballtorhüter
- Can, Safiye (* 1977), deutsche Dichterin, Schriftstellerin und literarische Übersetzerin tscherkessischer Herkunft
- Can, Şenol (* 1983), türkischer Fußballspieler
- Can, Sibel (* 1970), türkische Popsängerin und SchauspielerinSibel Can (* 1970)

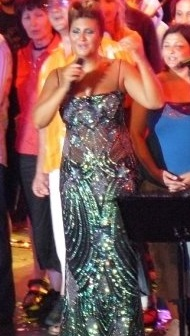
Sibel Can (* 1970)

- Can, Yasemin (* 1996), türkische Langstreckenläuferin
- Can, Yavuz (* 1987), türkischer Sprinter

### Cana
- Cana, Lorik (* 1983), albanischer Fußballspieler
- Canac, Michel (1956–2019), französischer Skirennläufer
- Canacakis, Jorgos (1935–2024), griechischer Psychologe und Psychotherapeut, Trauerforscher
- Canada, Cody (* 1976), US-amerikanischer Countrymusiker
- Cañada, David (1975–2016), spanischer Radsportler
- Canada, Ron (* 1949), US-amerikanischer Schauspieler
- Cañadas Bueno, José María (1897–1975), spanischer Gynäkologe und Anatom
- Cañadas, Esther (* 1977), spanische Schauspielerin und Model
- Canadeo, Tony (1919–2003), US-amerikanischer American-Football-Spieler
- Canadi, Damir (* 1970), österreichischer Fußballspieler und -trainer
- Canadi, Marcel (* 1997), österreichischer Fußballspieler
- Canady, Charles T. (* 1954), US-amerikanischer Jurist und Politiker
- Canady, Cornelia (* 1942), deutsche Journalistin und Autorin
- Çanak, Cihan (* 2005), belgisch-türkischer Fußballspieler
- Çanak, Kemal (* 1991), türkischer Fußballspieler
- Čanak, Nenad (* 1959), serbischer PolitikerNenad Čanak (* 1959)

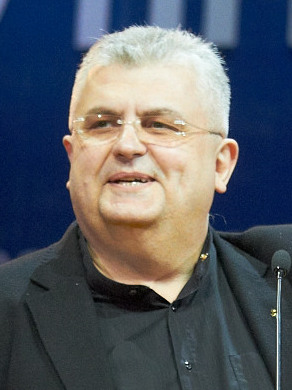
Nenad Čanak (* 1959)

- Čanak, Nenad (* 1976), serbischer Basketballspieler
- Çanakçı, İlyas (* 2001), türkischer Sprinter
- Canal, Anne von (1973–2022), deutsche Schriftstellerin und Übersetzerin
- Canal, Arcangela († 1566), Ehefrau des späteren Dogen von Venedig, Nicolò da Ponte
- Canal, Carlos (* 2001), spanischer Radrennfahrer
- Canal, David (* 1978), spanischer Sprinter
- Canal, Emmanuel von (1745–1826), böhmischer Philanthrop, Botaniker, Musiker
- Canal, Ernesto (1924–2018), italienischer Archäologe, Pionier der venezianischen Archäologie
- Canal, Esteban (1896–1981), peruanischer Schach-Großmeister
- Canal, Gilbert von (1849–1927), österreichisch-deutscher Landschafts- und Marinemaler sowie Aquarellist der Düsseldorfer Schule
- Canal, Giovanni Antonio (1697–1768), italienischer Veduten- und LandschaftsmalerGiovanni Antonio Canal (1697–1768)

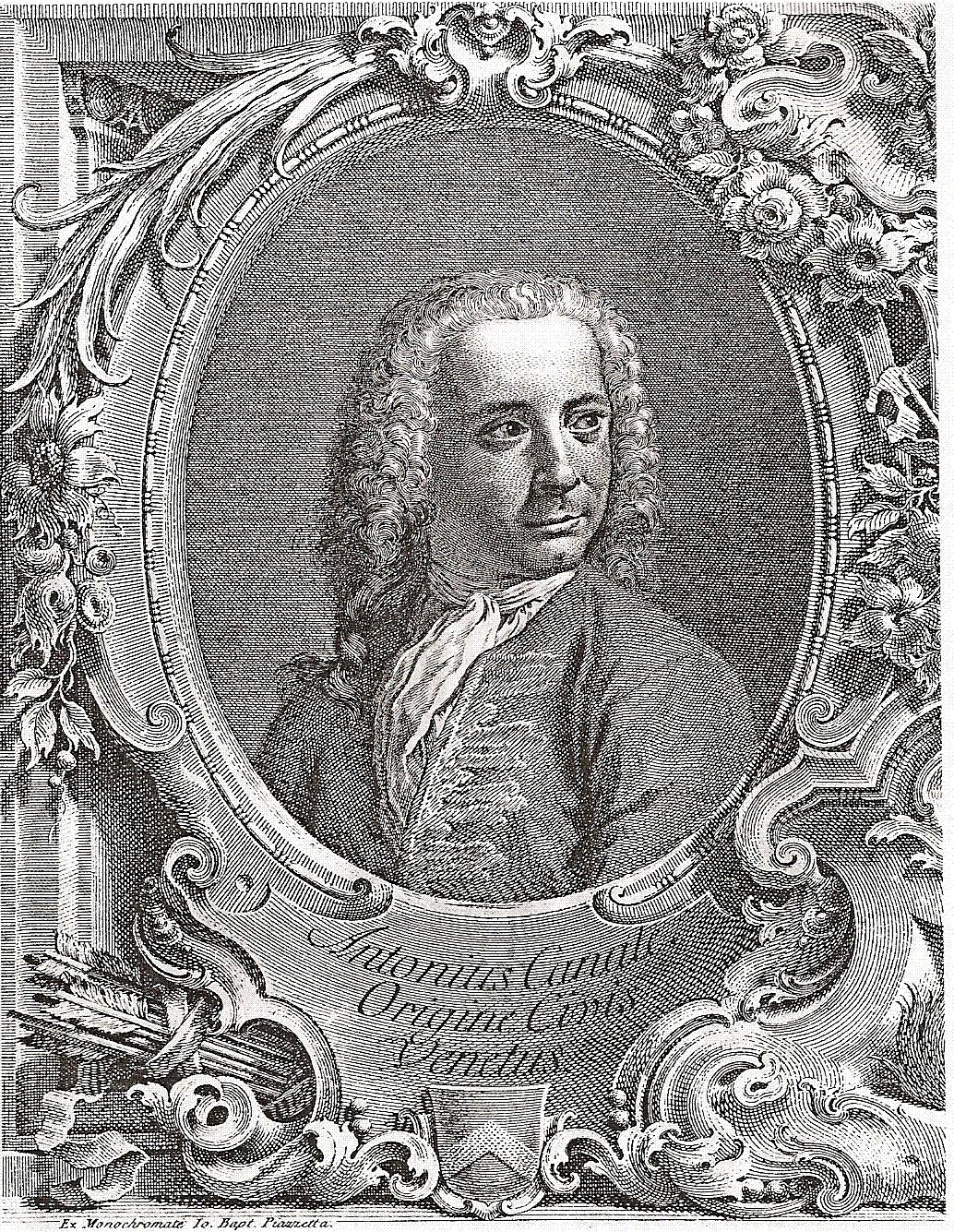
Giovanni Antonio Canal (1697–1768)

- Cañal, Iñaki (* 1997), spanischer Sprinter
- Canal, Julien (* 1982), französischer Automobilrennfahrer
- Canal, Ludwig von (1704–1773), sardinischer Diplomat
- Canal, Marguerite (1890–1978), französische Komponistin
- Canal, Pierre (1564–1610), Schweizer Arzt, Romanist und Lexikograf
- Canal, Richard (* 1953), französischer Schriftsteller und Informatiker
- Canal, Tami Monroe (* 1982), US-amerikanische Umweltaktivistin
- Cañal-Bruland, Rouwen (* 1978), deutscher Sportpsychologe und Hochschullehrer
- Canale, Arnaldo Clemente (1925–1990), argentinischer Geistlicher, römisch-katholischer Weihbischof in Buenos Aires
- Canale, Floriano, italienischer Komponist
- Canale, Gianna Maria (1927–2009), italienische Filmschauspielerin
- Canale, Giuseppe (* 1977), belgischer Fußballspieler
- Canale, Saverio (1695–1773), italienischer Kurienkardinal
- Canalejas Méndez, José (1854–1912), spanischer Politiker, Ministerpräsident von Spanien
- Canalejas, José (1925–2015), spanischer Schauspieler
- Canalejas, Lina (1932–2012), spanische Schauspielerin
- Canales Motiño, José Antonio (* 1962), honduranischer Geistlicher, römisch-katholischer Bischof von Daní
- Canales, Alfred (* 2000), chilenischer Fußballspieler
- Canales, Antonio (* 1961), spanischer Flamenco-Tänzer und Schauspieler
- Canales, Brigitte Kali (* 1990), US-amerikanische Schauspielerin, Synchronsprecherin und Regisseurin
- Canales, Dave (* 1981), US-amerikanischer American-Football-Trainer
- Canales, Fernanda (* 1974), mexikanische Architektin
- Canales, Gustavo (* 1982), chilenischer Fußballspieler
- Canales, Jenny (* 1947), chilenische Künstlerin, Galeristin und Lyrikerin
- Canales, Josué (* 2001), honduranisch-spanischer Mittelstreckenläufer
- Canales, Manuel (1747–1786), spanischer Violoncellist und Komponist des Klassizismus
- Canales, Marta (1895–1986), chilenische Geigerin, Pianistin, Chorleiterin und Komponistin
- Canales, Nicolás (* 1985), chilenischer Fußballspieler
- Canales, Ricardo (* 1982), honduranischer Fußballspieler
- Canales, Sergio (* 1991), spanischer Fußballspieler
- Canali, Francesco (1764–1835), italienischer römisch-katholischer Theologe, Bischof und Kardinal
- Canali, Giuseppe (1781–1851), italienischer Geistlicher und Kurienbischof
- Canali, Luigi, italienischer Skispringer
- Canali, Nicola (1874–1961), italienischer Kardinal der römisch-katholischen Kirche
- Canalini, Francesco (* 1936), italienischer Geistlicher und emeritierter vatikanischer Diplomat
- Canalioğlu, Cemil (* 1958), türkischer Fußballspieler und -trainer
- Canalis di Cumiana, Anna (1680–1769), Ehefrau von König Viktor Amadeus I. von Sizilien und Sardinien
- Canalis, Elisabetta (* 1978), italienisches Model und SchauspielerinElisabetta Canalis (* 1978)

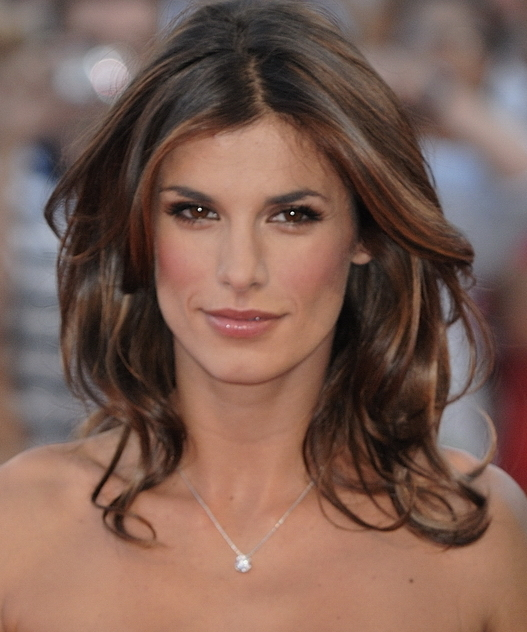
Elisabetta Canalis (* 1978)

- Canalli, Heitor (1910–1990), brasilianischer Fußballnationalspieler
- Canals i Cendrós, Maria (1914–2010), spanische klassische Pianistin und Musikpädagogin
- Canals i Matavacas, Joaquim (1859–1938), katalanischer Pianist und Musikpädagoge
- Canals Vaquer, Oriol (* 1978), spanischer Autor
- Canals, Antoni (1352–1419), katalanischer Schriftsteller und Theologe
- Canals, Maria Antònia (1930–2022), spanische Mathematikdidaktikerin
- Canals-Barrera, Maria (* 1966), US-amerikanische SchauspielerinMaria Canals-Barrera (* 1966)

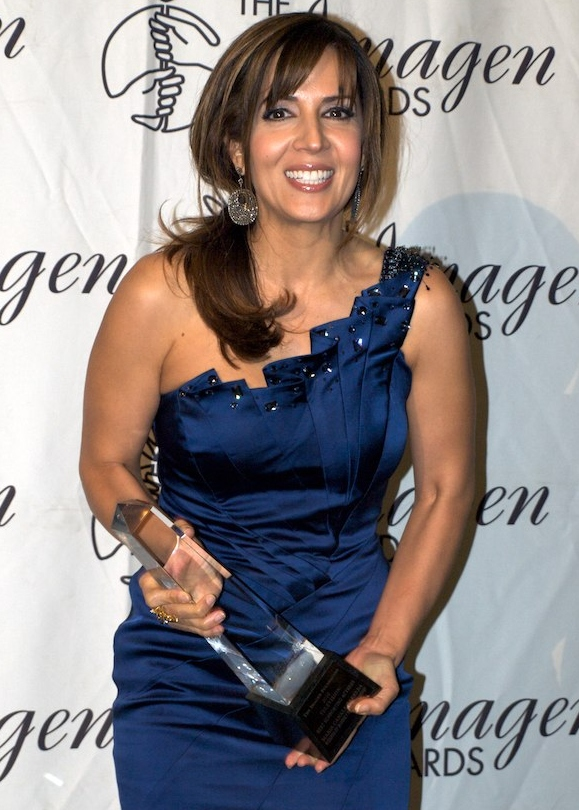
Maria Canals-Barrera (* 1966)

- Canamasas, Sergio (* 1986), spanischer Automobilrennfahrer
- Cañameras, Franz (1936–2009), Schweizer Architekt, Bildender Künstler und Aktionskünstler
- Canan, Samuel (1898–1964), US-amerikanischer Marineoffizier
- Canani, Ozan Ata (* 1963), türkisch-deutscher Musiker
- Canaparius, Johannes, Benediktinermönch und Abt im Kloster Sti. Bonifacius et Alexius in Rom
- Canape, Jean-François (1945–2012), französischer Jazztrompeter (auch Flügelhorn, gelegentlich auch Bassflöte)
- Canapino, Agustín (* 1990), argentinischer Automobilrennfahrer
- Canard, Gérard (1935–2009), französischer Weinfunktionär, Weinautor
- Cañardo, Mariano (1906–1987), spanischer Radrennfahrer
- Canaris, Carl (1852–1904), deutscher Industrieller
- Canaris, Carl August (1881–1934), deutscher Manager
- Canaris, Claus-Wilhelm (1937–2021), deutscher Jurist des Zivilrechts sowie Rechtsphilosoph
- Canaris, Constantin (1906–1983), deutscher Jurist, Gestapo-Mitarbeiter und SS-Führer
- Canaris, Georg (1740–1819), Pfarrer und kurfürstlicher erzbischöflicher Schulvisitator des Bistums Trier
- Canaris, Volker (1942–2012), deutscher Dramaturg, Theaterkritiker, Theaterintendant und Filmproduzent
- Canaris, Wilhelm (1887–1945), deutscher Admiral und AbwehrchefWilhelm Canaris (1887–1945)

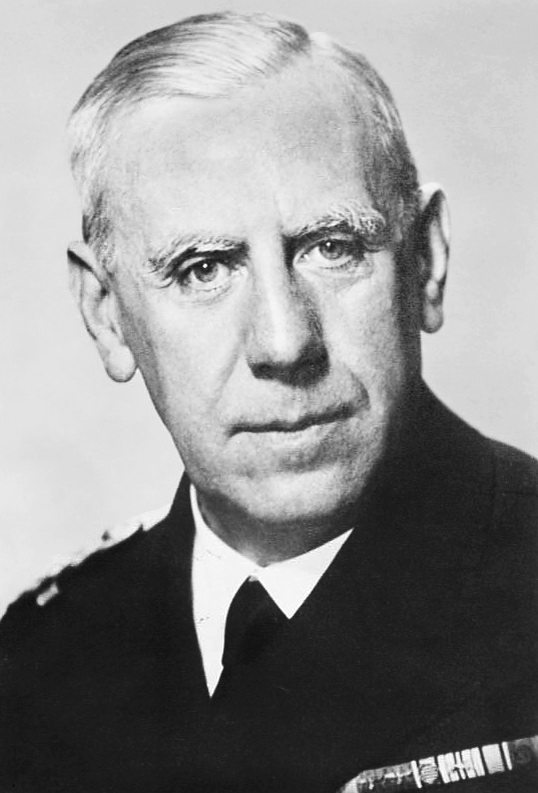
Wilhelm Canaris (1887–1945)

- Canaro, Francisco († 1964), uruguayisch-argentinischer Tangomusiker und -komponist
- Canaro, Juan (1893–1977), uruguayischer Bandoneonist, Bandleader und Tangokomponist
- Canart, Paul (1927–2017), belgischer Paläograph
- Cañarte, Fernando (* 1979), uruguayischer Fußballspieler
- Canary, David (1938–2015), US-amerikanischer Schauspieler
- Canary, Richard (* 1962), US-amerikanischer Mathematiker
- Cañas Quintanilla, Antonio José (1785–1844), Präsident von El Salvador
- Cañas y Villacorta, José Simeón (1767–1838), zentralamerikanischer Politiker und Universitätsrektor
- Cañas, Arturo (* 1964), mexikanischer Fußballspieler
- Cañas, Gonzalo (1937–2012), spanischer Schauspieler und Puppenspieler
- Cañas, Guillermo (* 1977), argentinischer Tennisspieler
- Cañas, Henry (* 1998), kolumbianischer Diskuswerfer
- Cañas, Javiera (* 1997), chilenische Sprinterin
- Cañas, Jordi (* 1969), spanischer Politiker
- Cañas, José Alberto (* 1987), spanischer Fußballspieler
- Cañas, Roger (* 1990), kolumbianischer Fußballspieler
- Canavaggia, Renée (1902–1996), französische Astronomin und Übersetzerin
- Canaval, Gustav (1898–1959), österreichischer Journalist
- Canaval, Joseph Leodegar (1820–1898), österreichischer Naturforscher und Politiker, Landtagsabgeordneter
- Canaval, Michael von (1798–1868), österreichischer Klassischer Philologe und Schriftsteller
- Canaval, Richard (1855–1939), österreichischer Montanist und Geologe
- Canavan, Aaron (* 1975), britischer Snookerspieler (Jersey)
- Canavan, Dennis (* 1942), schottischer Politiker, Mitglied des House of Commons
- Canavan, Matthew (* 1980), australischer Politiker
- Canavan, Myrtelle (1879–1953), US-amerikanische Ärztin
- Canavan, Niall (* 1991), englischer Fußballspieler
- Canavan, Trudi (* 1969), australische Fantasy-SchriftstellerinTrudi Canavan (* 1969)

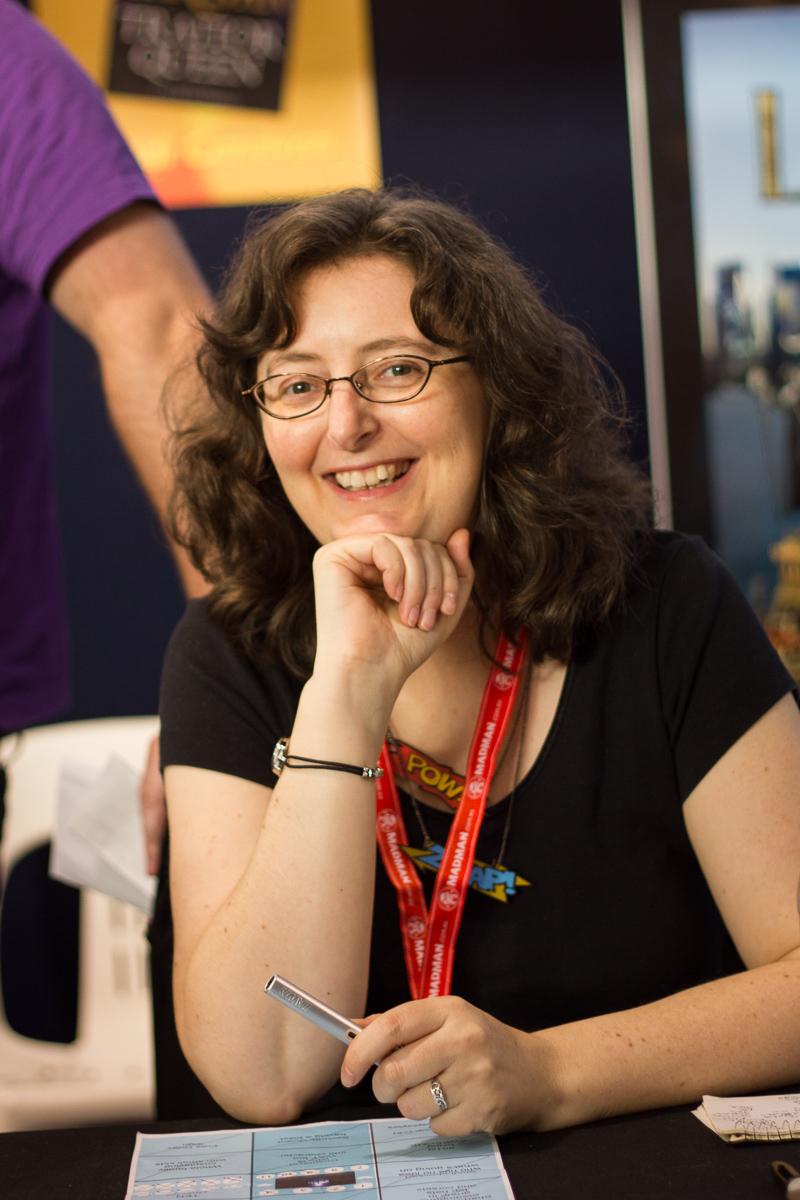
Trudi Canavan (* 1969)

- Canavari, Maurizio (* 1964), italienischer Agrarökonom
- Canavarros dos Santos, Edmilson Tadeu (* 1967), brasilianischer römisch-katholischer Ordensgeistlicher, Prälat von Itacoatiara
- Canavero, Alfieri (1927–2020), italienischer Kameramann
- Canavero, Sergio (* 1964), italienischer Neurochirurg
- Canavese, Cesare Antonio (1672–1739), italienischer Bildhauer und Stuckateur
- Canavesi, Adhemar (1903–1984), uruguayischer Fußballspieler
- Canavesi, Carlo († 1953), italienischer Autorennfahrer
- Canavesi, Girolamo († 1582), italienischer Bildhauer der Renaissance
- Canavesi, Severino (1911–1990), italienischer Radsportler
- Canavessi, Felipe, uruguayischer Fußballspieler
- Canaydın, Özhan (1943–2010), türkischer Basketballspieler, Unternehmer und Sportfunktionär
- Canayer, Patrice (* 1961), französischer Handballspieler und -trainer
- Canazei, Ignazio (1883–1946), italienischer Ordenspriester, Missionar und römisch-katholischer Bischof
- Canazza, Aldo (1908–2002), italienischer Radrennfahrer

### Canb
- Canbay, Ali (* 1969), deutscher Arzt für Innere Medizin und Gastroenterologie
- Canbaz, Ahmet (* 1998), türkisch-deutscher Fußballspieler
- Canbazoğlu, Hakan (* 1987), türkischer Fußballtorhüter
- Canbazyan, Kirkor (1912–2002), türkischer Radrennfahrer
- Canbolat, İbrahim Serhat (* 1959), türkischer Politikwissenschaftler und Schriftsteller
- Canbul, Arzu Sema (* 1973), türkische Fußballspielerin
- Canby, Edward Richard Sprigg (1817–1873), US-amerikanischer General im Amerikanischen Bürgerkrieg und in Kämpfen gegen die Indianer
- Canby, Richard S. (1808–1895), US-amerikanischer Politiker
- Canby, Vincent (1924–2000), US-amerikanischer Filmkritiker

### Canc
- Canca Fernández, Aitor (* 1982), spanischer Volleyballspieler
- Cançado, Raul (* 1981), brasilianischer Straßenradrennfahrer
- Čančar, Vlatko (* 1997), slowenischer BasketballspielerVlatko Čančar (* 1997)

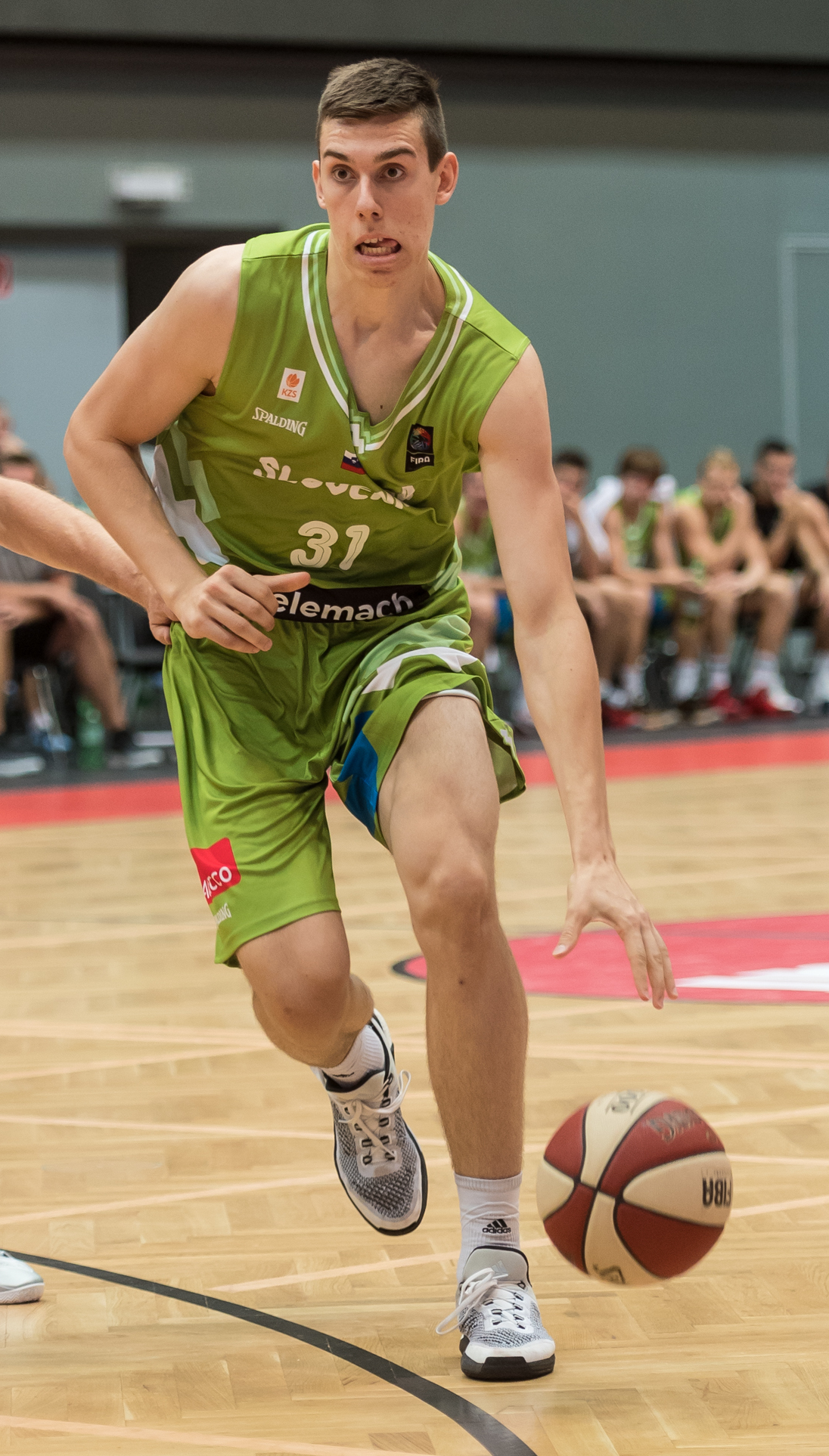
Vlatko Čančar (* 1997)

- Cance, René (1895–1982), französischer Politiker (FKP), Résistancekämpfer, Mitglied der Nationalversammlung und Bürgermeister von Le Havre
- Cancel, Genoiska (* 1988), puerto-ricanische Leichtathletin
- Cancela de Abreu, Augusto (1895–1965), portugiesischer Politiker
- Cancela, Arturo (1892–1957), argentinischer Redakteur und Schriftsteller
- Cancela, José (* 1976), uruguayischer Fußballspieler
- Cancela, José Luis (* 1961), uruguayischer Diplomat
- Cancelarich, Fabián (1965–2024), argentinischer Fußballspieler
- Cancellara, Fabian (* 1981), Schweizer RadrennfahrerFabian Cancellara (* 1981)

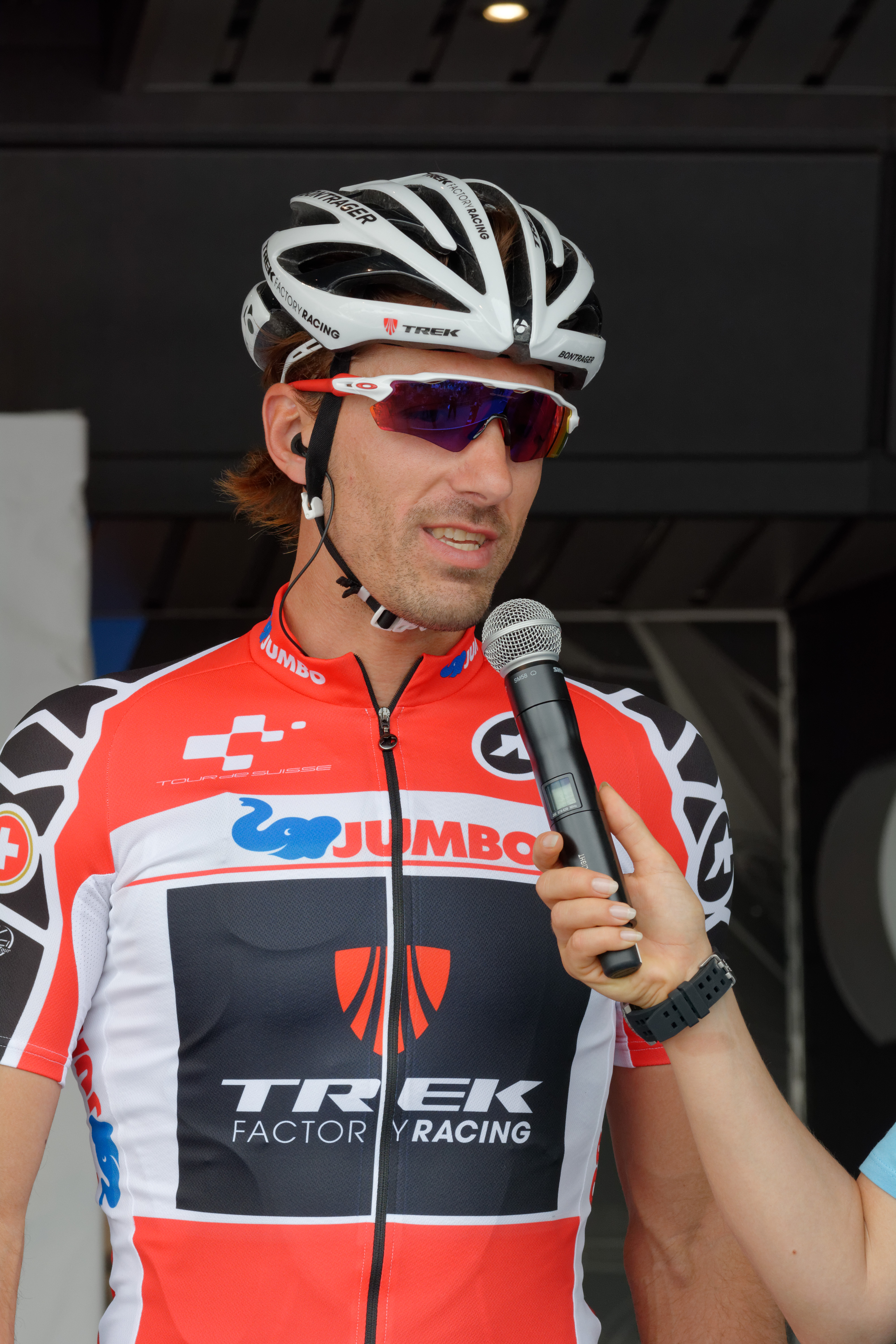
Fabian Cancellara (* 1981)

- Cancellieri, Annamaria (* 1943), italienische Politikwissenschaftlerin und Ministerin
- Cancellieri, Francesco (1751–1826), italienischer Historiker und Autor
- Cancellieri, Massimo (* 1972), italienischer Basketballtrainer
- Cancellieri, Matteo (* 2002), italienischer Fußballspieler
- Cancellotti, Francesco (* 1963), italienischer Tennisspieler
- Cancelmi, Louis (* 1978), US-amerikanischer Schauspieler
- Cancelo, João (* 1994), portugiesischer Fußballspieler
- Cancès, Eric, französischer angewandter Mathematiker und Computerphysiker
- Cancian, Antonio (* 1951), italienischer Politiker (Popolo della Libertà), MdEP
- Cancian, Domenico (* 1947), italienischer Ordensgeistlicher, emeritierter römisch-katholischer Bischof von Città di Castello
- Canciani, Alfonso (1863–1955), Steinmetz
- Canciani, Jakob (1820–1891), österreichischer Landschaftsmaler
- Cancik, Hubert (* 1937), deutscher Altphilologe und Religionshistoriker
- Cancik, Pascale (* 1967), deutsche Juristin
- Cancik-Kirschbaum, Eva (* 1965), deutsche Altorientalistin
- Cancik-Lindemaier, Hildegard (* 1938), deutsche Klassische Philologin und Religionshistorikerin
- Cancino, Víctor (* 1972), chilenischer Fußballspieler
- Câncio Martins, José (* 1936), portugiesischer Bauingenieur
- Cancio, Andrew (* 1988), US-amerikanischer Boxer im Superfedergewicht und Rechtsausleger
- Cancio, Raúl (1911–1961), spanischer Schauspieler
- Canclini, Alice (* 1994), italienische Skilangläuferin
- Cancola, David (* 1996), österreichischer Fußballspieler
- Cancor, Graf in Alemannien und im oberen Rheingau
- Cancrin, Franz Ludwig von (1738–1816), deutscher Ingenieur, Mineraloge, Metallurge und Baumeister der vorindustriellen Zeit
- Cancrin, Georg (1774–1845), deutsch-russischer General und Staatsmann
- Cancrin, Johann Heinrich (1710–1768), deutscher Bergwerksingenieur der vorindustriellen Zeit
- Cancura, Petr (* 1977), kanadischer Jazzmusiker

### Cand
- Candael, Karel (1883–1948), belgischer Komponist, Dirigent und Musikpädagoge
- Candamo, Carlos de (1871–1946), peruanischer Sportler und Diplomat
- Candamo, Manuel (1841–1904), peruanischer Präsident (1895 und 1903–1904)
- Candan, Can (* 1969), Dokumentarfilmer und Wissenschaftler an der Boğaziçi-Universität in Istanbul
- Candan, Fatih (* 1989), deutsch-türkischer Fußballspieler
- Candan, Hasan (* 1985), Schweizer Politiker (SP)
- Çandar, Cengiz (* 1948), türkischer Journalist
- Candar, Şevket (* 1966), türkischer Fußballspieler
- Çandarlı Ali Pascha († 1406), Großwesir des Osmanischen Reiches
- Çandarlı II. Halil Pascha († 1453), Großwesir im Osmanischen Reich
- Candaş, Muharrem (1921–2009), türkischer Ringer
- Candassamy, Marie-Florence (* 1991), französische Degenfechterin
- Candau, Marcolino Gomes (1911–1983), brasilianischer Arzt, Generaldirektor der Weltgesundheitsorganisation (WHO)
- Candé, Baciro (* 1967), guinea-bissauischer Fußballspieler und -trainer
- Candé, Fali (* 1998), guinea-bissauisch-portugiesischer Fußballspieler
- Cândea, Constantin (1887–1971), rumänischer Chemiker
- Candee, Helen (1858–1949), US-amerikanische Schriftstellerin und JournalistinHelen Candee (1858–1949)

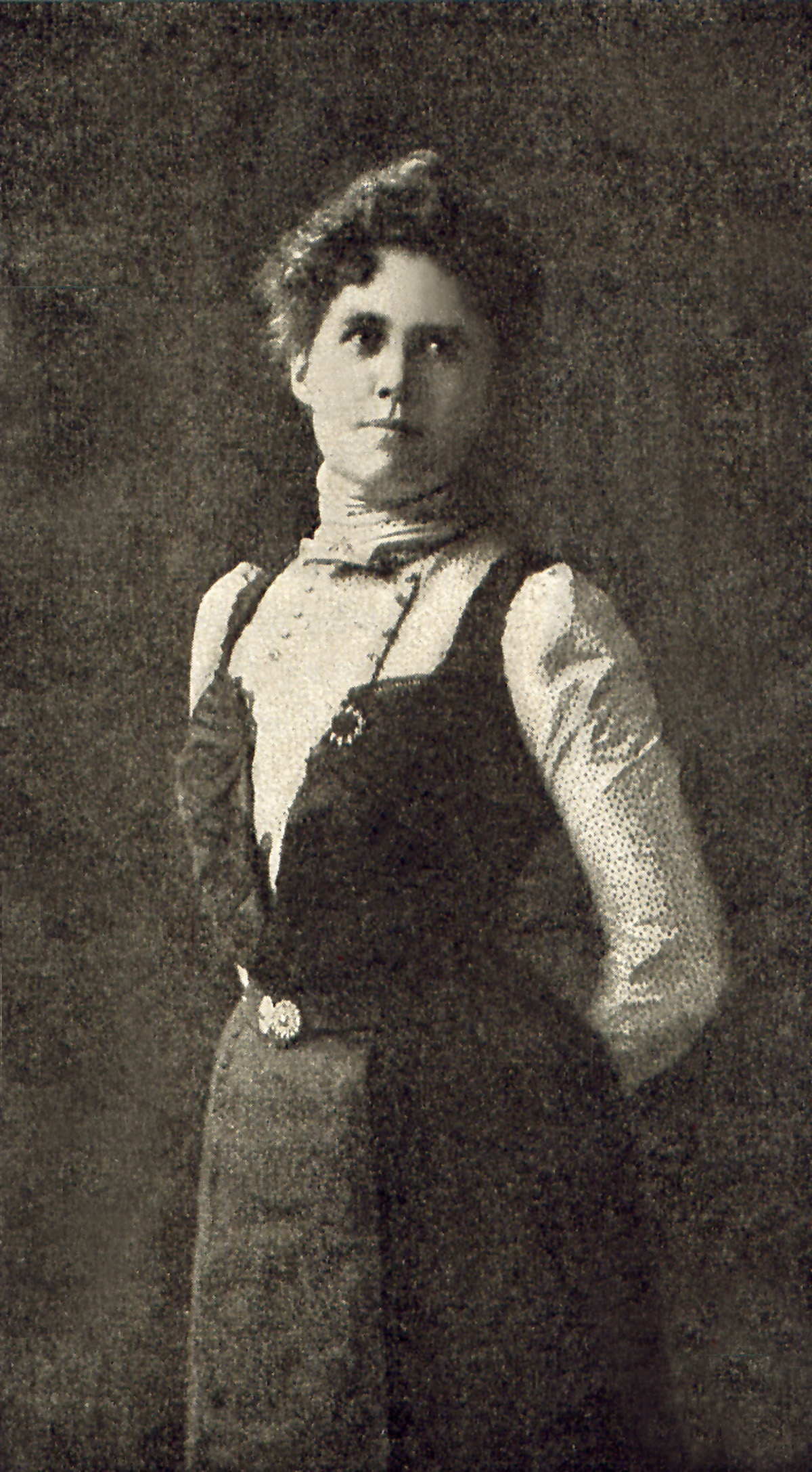
Helen Candee (1858–1949)

- Candeias, Daniel (* 1988), portugiesischer Fußballspieler
- Candeias, Hermenegildo (1934–2023), portugiesischer Turner
- Candeias, Mario (* 1969), deutscher Sozialwissenschaftler
- Candeille, Julie (1767–1834), französische Komponistin, Musikerin, Dramatikerin und Schauspielerin
- Candela, Félix (1910–1997), spanisch-mexikanischer Architekt
- Candela, Rosario (1890–1953), italo-amerikanischer Architekt
- Candela, Vincent (* 1973), französischer Fußballspieler
- Candelaria, Luis (1892–1963), argentinischer Pilot, der als erster die Anden überflog
- Candelaria, Monique, US-amerikanische Schauspielerin
- Candelario, Alex (* 1975), US-amerikanischer Radrennfahrer
- Candelario, Hugo (* 1967), kolumbianischer Musiker (Saxophon, Marimba, Komposition)
- Candelas, Bibiana (* 1983), mexikanische Volleyball- und Beachvolleyballspielerin
- Candelas, Philip (* 1951), britischer Physiker
- Candele, Yann (* 1971), kanadischer Springreiter
- Candelier, Isabelle (* 1963), französische Schauspielerin
- Candelli, Stelio (* 1931), italienischer Schauspieler
- Candeloro, Giorgio (1909–1988), italienischer Neuzeithistoriker
- Candeloro, Philippe (* 1972), französischer Eiskunstläufer
- Candels, Josef (1903–1992), deutscher Maler
- Candemir, Adil (1917–1989), türkischer Ringer
- Candemir, Hayri Ragıp (* 1908), türkischer Fußballspieler
- Candemir, Yücel (* 1995), türkischer Fußballspieler
- Candès, Emmanuel (* 1970), französisch-US-amerikanischer Mathematiker
- Candeveau, Édouard (1898–1989), Schweizer Ruderer
- Candèze, Ernest Charles Auguste (1827–1898), belgischer Mediziner und Entomologe
- Candia, Bibiana (* 1977), spanische Dichterin, Schriftstellerin und Journalistin
- Candia, Ernesto (1921–1973), argentinischer Fußballspieler
- Candia, Jhonatan (* 1995), uruguayischer Fußballspieler
- Candía, Jorge Arturo (* 1956), mexikanischer Fußballspieler
- Candiani, Carla (1916–2005), italienische Schauspielerin
- Candiano, Marina, Ehefrau des Dogen Tribuno Memmo, Tochter des Dogen Pietro IV. Candiano
- Candiano, Pietro I. († 887), Doge der Republik Venedig (887)
- Candiano, Pietro II. (872–939), Doge von Venedig
- Candiano, Pietro III., Doge von Venedig
- Candiano, Pietro IV. († 976), Doge von Venedig (959–976)
- Candiano, Vitale († 979), Doge von Venedig (978–979)
- Candiano, Vitale, Patriarch von Grado
- Candid, Can (* 1938), deutscher Komponist
- Candid, Peter (1548–1628), flämischer Maler und Grafiker
- Candida die Ältere, Heilige der christlichen Kirche
- Cándida María de Jesús (1845–1912), spanische Ordensschwester, Gründerin der Kongregation der Hijas de Jesus (Jesuitinas)
- Candidianus, Patriarch von Aquileia
- Candidianus († 313), Sohn des römischen Kaisers Galerius
- Candidinius Sanctus, Gaius, römischer Soldat
- Candidius, Georgius (1597–1647), Missionar der Niederländisch-reformierten Kirche
- Cándido, Camilo (* 1995), uruguayischer Fußballspieler
- Candido, Candy (1913–1999), US-amerikanischer Komödiant und Schauspieler
- Candido, Chris (1972–2005), US-amerikanischer WrestlerChris Candido (1972–2005)

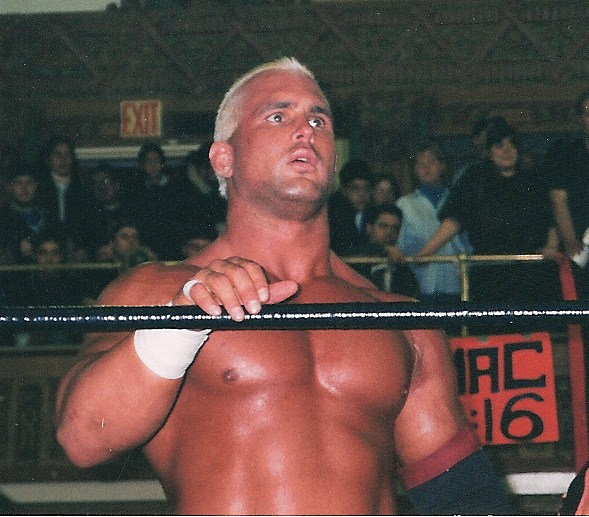
Chris Candido (1972–2005)

- Candido, Giacomo († 1608), italienischer römisch-katholischer Bischof
- Cândido, Luan (* 2001), brasilianischer Fußballspieler
- Cândido, Lucas (* 1993), brasilianischer Fußballspieler
- Cândido, Regiclécia (* 2002), brasilianische Leichtathletin
- Candidus, antiker römischer Toreut
- Candidus, spätantiker Geschichtsschreiber
- Candidus, Heiliger
- Candidus, Friedrich (1904–1986), deutscher Heimatdichter und Lehrer
- Candidus, Hugo, Kardinal
- Candidus, Pantaleon (1540–1608), reformierter Theologe, Historiker und Autor
- Candidus, William (1840–1910), US-amerikanischer Opernsänger (Tenor)
- Candilis, Georges (1913–1995), französischer Architekt
- Candinas, Martin (* 1980), Schweizer Politiker
- Candio, Roman (* 1935), Schweizer Kunstmaler
- Candioti, Alberto María (1889–1968), argentinischer Schriftsteller, Maler und Diplomat
- Candiotto, Ana (* 2004), brasilianische Tennisspielerin
- Canditt, Hugo (1881–1973), deutscher Jurist
- Candle, Jason, US-amerikanischer American-Football-Trainer
- Candler, Allen D. (1834–1910), US-amerikanischer Politiker
- Candler, Asa Griggs (1851–1929), US-amerikanischer Unternehmer und PolitikerAsa Griggs Candler (1851–1929)

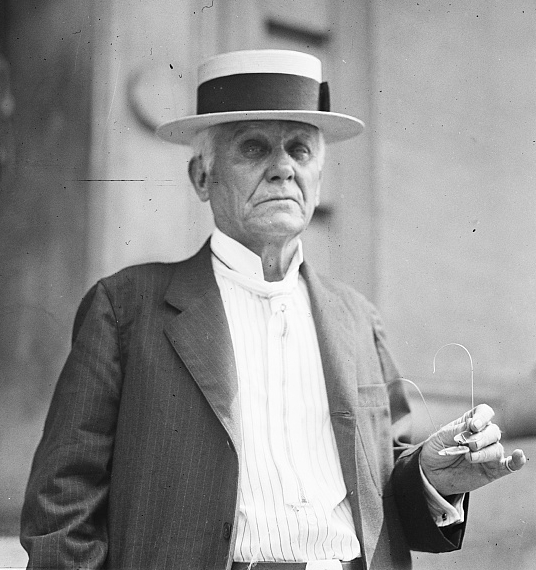
Asa Griggs Candler (1851–1929)

- Candler, Ezekiel S. (1862–1944), US-amerikanischer Politiker
- Candler, John W. (1828–1903), US-amerikanischer Politiker
- Candler, Milton A. (1837–1909), US-amerikanischer Politiker
- Candler, Tanya, kanadische Bassistin
- Candole, Katrine De (* 1985), deutsche SchauspielerinKatrine De Candole (* 1985)

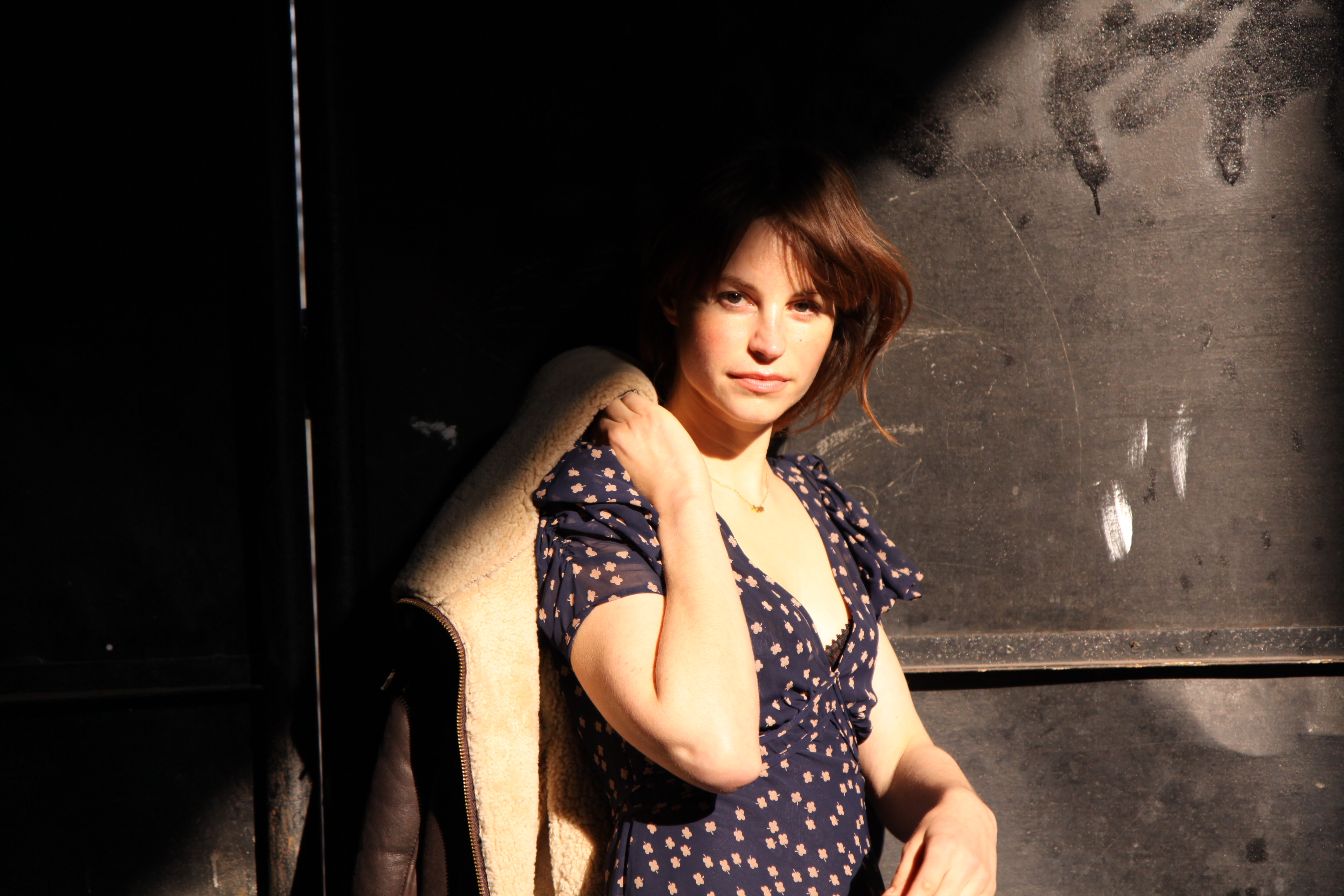
Katrine De Candole (* 1985)

- Candolfi, Joseph (1922–2011), Schweizer Geistlicher, Weihbischof in Basel
- Candoli, Conte (1927–2001), US-amerikanischer Jazz-Trompeter
- Candoli, Pete (1923–2008), US-amerikanischer Jazz-Trompeter
- Candolle, Alphonse de (1806–1893), Schweizer Botaniker
- Candolle, Augustin Pyrame de (1778–1841), Schweizer Botaniker
- Candolle, Casimir Pyramus de (1836–1918), Schweizer Botaniker
- Candrea, Ion Aurel (1872–1950), rumänischer Romanist, Rumänist und Ethnologe
- Candreva, Antonio (* 1987), italienischer Fußballspieler
- Candrian, Gian (* 1999), Schweizer Unihockeyspieler
- Candrian, Hans (1938–1999), Schweizer Bobfahrer
- Candrian, Martin (* 1945), Schweizer Manager und Hotelier
- Candrian, Sina (* 1988), Schweizer Snowboarderin
- Candrix, Fud (1908–1974), belgischer Jazzmusiker und Bandleader
- Candrová, Jana (* 1975), tschechische Triathletin
- Canducci, Sante (* 1944), san-marinesischer Politiker
- Candussi, Walter (1948–2014), österreichischer Politiker (FPÖ); Vizebürgermeister von Klagenfurt
- Candy, Alice (1888–1977), neuseeländische Lehrerin und später Dozentin und Rektorin des Canterbury College
- Candy, Arthur (1934–2019), neuseeländischer Radrennfahrer
- Candy, Don (1929–2020), australischer Tennisspieler
- Candy, Graham (* 1991), neuseeländischer Sänger und Schauspieler
- Candy, John (1950–1994), kanadischer Komiker und SchauspielerJohn Candy (1950–1994)

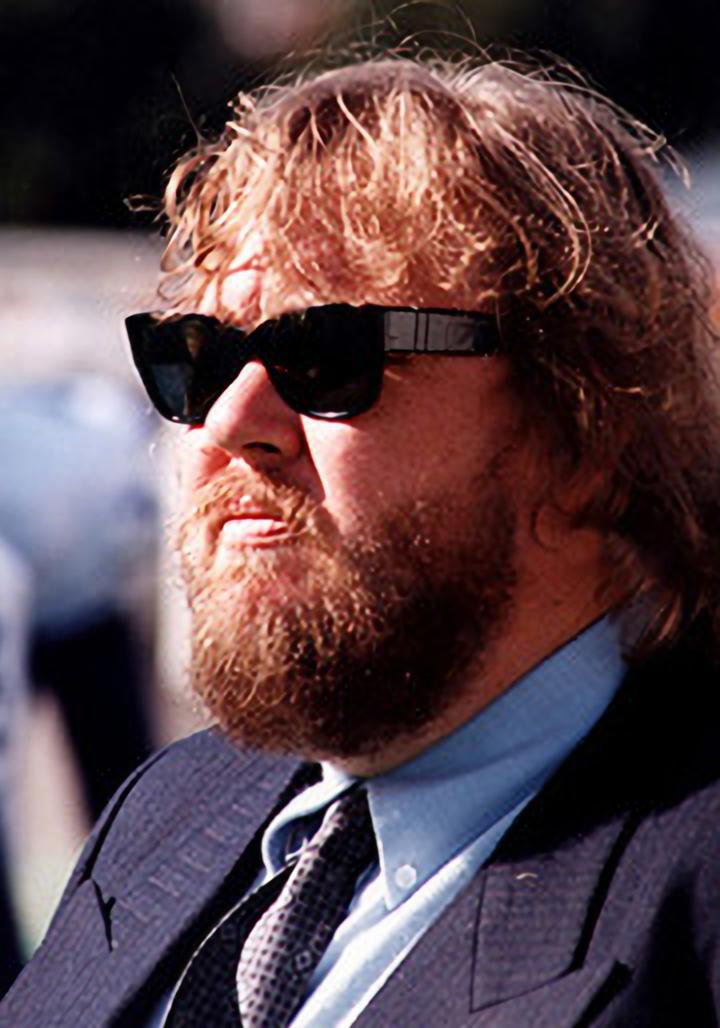
John Candy (1950–1994)

- Candy, Michael Philip (1928–1994), britischer Astronom
- Candy, Vivian (1948–2009), irischer Unternehmer und Autorennfahrer
- Candys, Mike (* 1971), Schweizer House- und Electro-DJ und Musikproduzent

### Cane
- Cane, Alessandro (1945–2010), italienischer Fernsehregisseur
- Canê, Hozan (* 1971), deutsche Filmemacherin und Sängerin
- Cane, Louis (1943–2024), französischer Maler und Bildhauer
- Cane, Mark A. (* 1944), US-amerikanischer Klimaforscher und Ozeanograf
- Cané, Miguel (1851–1905), argentinischer Politiker, Anwalt, Journalist und Bürgermeister von Buenos Aires
- Canè, Paolo (* 1965), italienischer Tennisspieler
- Canecín, Adolfo Ramón (* 1958), argentinischer Geistlicher und römisch-katholischer Bischof von Goya
- Čanecký, Marek (* 1988), slowakischer Straßenradrennfahrer
- Canedo, Caio (* 1990), brasilianischer Fußballspieler
- Canedo, Mario (* 1990), österreichischer Schauspieler und SynchronsprecherMario Canedo (* 1990)

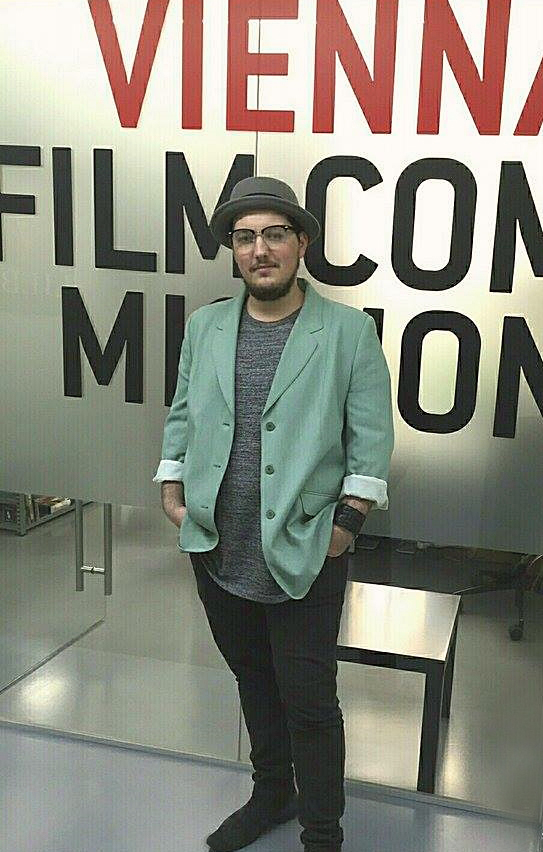
Mario Canedo (* 1990)

- Canedy, Todd (1952–2015), US-amerikanischer Jazzmusiker und Musikproduzent
- Caneele, Séverine (* 1974), französische Schauspielerin
- Caneira, Marco (* 1979), portugiesischer Fußballspieler
- Canel, Aydın (* 1942), türkischer Konteradmiral
- Canel, Christian van den, deutscher Schöffe und Bürgermeister der Freien Reichsstadt Aachen
- Canel, Sylvia (* 1958), deutsche Politikerin (FDP), MdB
- Canela, Carme (* 1962), spanische Jazzmusikerin (Gesang)
- Canelas, Ivo (* 1973), portugiesischer Schauspieler
- Canelas, Manuel (* 1981), bolivianischer Politiker der Movimiento al Socialismo
- Canell, Nina (* 1979), schwedische Bildhauerin und Installationskünstlerin
- Canella, Carlo (1800–1879), italienischer Maler
- Canella, Roberto (* 1988), spanischer Fußballspieler
- Canellada, María Josefa (1912–1995), spanische Romanistin und Hispanistin asturischer Herkunft
- Canellakis, Karina (* 1981), US-amerikanische Dirigentin und Violinistin
- Cañellas Reixach, Marc (* 1995), spanischer Handballspieler
- Canellas, Horst-Gregorio (1921–1999), deutscher Unternehmer und ehemaliger Präsident von Kickers Offenbach
- Cañellas, Joan (* 1986), spanischer Handballspieler
- Cañellas, Mateo (* 1972), spanischer Mittelstreckenläufer
- Cañellas, Xavier (* 1997), spanischer Radsportler
- Canelle, Fernand (1882–1951), französischer Fußballspieler
- Canelli, Felice (1880–1977), italienischer römisch-katholischer Priester und Diener Gottes
- Canello, Ugo Angelo (1848–1883), italienischer Romanist
- Canelo, Alexis (* 1992), argentinischer Fußballspieler
- Canelón, Hersony (* 1988), venezolanischer Bahnradsportler
- Canelón, Néstor (* 1991), venezolanischer Fußballspieler
- Canemaker, John (* 1943), US-amerikanischer Animator und Sachbuchautor
- Canenbley, Wilhelm (1901–1973), deutscher Staatsbeamter und Landwirtschaftsfunktionär
- Caneo, Miguel (* 1983), argentinischer Fußballspieler
- Canepa, Adolfo (* 1940), gibraltischer Politiker
- Canepa, Ancillo (* 1953), Schweizer Manager
- Canepa, Heliane (* 1948), Schweizer Managerin
- Canepa, Luigi (1849–1914), italienischer Komponist
- Cánepa, Mariano (* 1987), argentinischer Handballspieler
- Canepa, Niccolò (* 1988), italienischer Motorradrennfahrer
- Canepari, Clemente (1886–1966), italienischer Radrennfahrer
- Caner, Cevdet (* 1973), österreichischer Unternehmer
- Caner-Medley, Nik (* 1983), US-amerikanisch-aserbaidschanischer Basketballspieler
- Canera, Anselmo, italienischer Maler und Kupferstecher
- Canerik, Caner (* 1973), türkischer Autor, Journalist, Kameramann, Regisseur und Fotograf
- Canero, Peter (* 1981), schottischer Fußballspieler
- Canerva, Paula (* 1953), andorranische Skirennläuferin
- Canes-Wrone, Brandice (* 1971), US-amerikanische Politikwissenschaftlerin
- Canesin, Fernando (* 1992), brasilianischer Fußballspieler
- Canessa, Julio (1925–2015), chilenischer Generalleutnant, Hochschullehrer und Politiker
- Canessa, Martino (* 1938), italienischer römisch-katholischer Geistlicher, emeritierter Bischof von Tortona
- Canessa, Roberto Edmundo (1912–1961), salvadorianischer Kaffeeunternehmer und Politiker
- Canessi, Federico (1905–1977), mexikanischer Bildhauer
- Canestrari, Dionigio (1865–1933), italienischer Musiker und Komponist
- Canestrari, Luigi Maria (1843–1901), italienischer Geistlicher
- Canestrari, Renzo (1924–2017), italienischer Mediziner und Psychologe
- Canestri, Giovanni (1918–2015), italienischer Geistlicher, Erzbischof von Genua und Kardinal der römisch-katholischen Kirche
- Canestrini, Duccio (* 1956), italienischer Ethnologe und Anthropologe
- Canestrini, Giovanni (1835–1900), italienischer Zoologe
- Canestrini, Giovanni (1893–1975), italienischer Journalist, Ingenieur, Fußballspieler, -schiedsrichter und Sportfunktionär
- Canet, Albert (1878–1930), französischer Tennisspieler
- Canet, Arón (* 1999), spanischer Motorradrennfahrer
- Canet, Arthur (* 2004), französischer Beachvolleyballspieler
- Canet, Bernat (* 2000), spanischer Sprinter
- Canet, Guillaume (* 1973), französischer Schauspieler und RegisseurGuillaume Canet (* 1973)

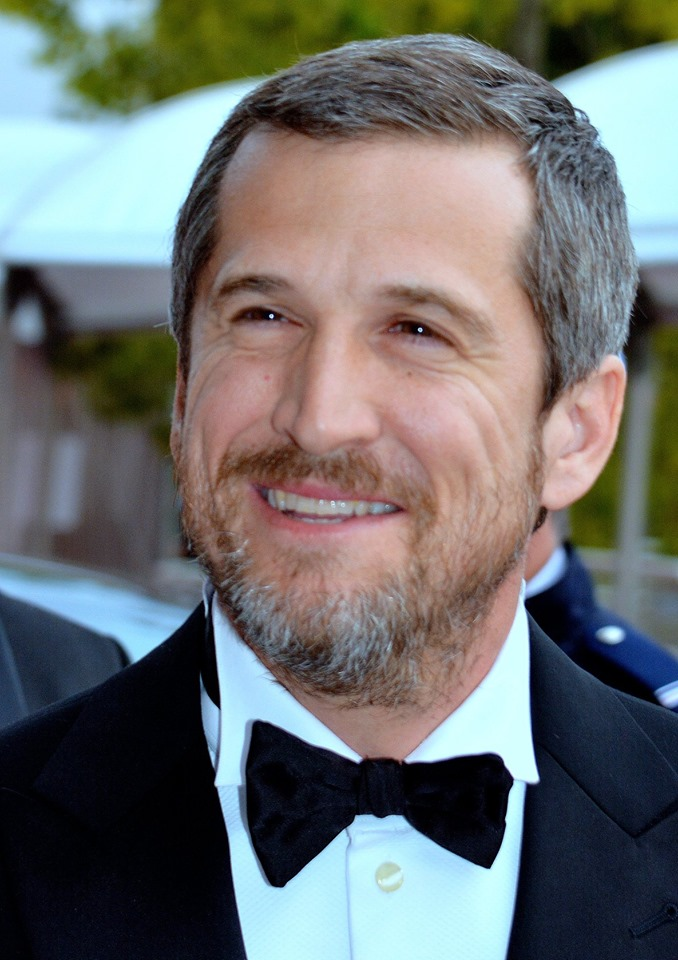
Guillaume Canet (* 1973)

- Canet, José (1915–1984), argentinischer Tangogitarrist, Bandleader, Komponist und Textdichter
- Canet, Stéphane (* 1971), französischer Beachvolleyballspieler
- Cañete, Euginius (* 1966), philippinischer römisch-katholischer Geistlicher, Bischof von Gumaca
- Cañete, Francisco (* 1976), chilenischer Fußballspieler
- Cañete, Juan (* 1929), paraguayischer Fußballspieler
- Cañete, Manuel (1822–1891), spanischer Autor, Journalist und Hispanist
- Cañete, Marcelo (* 1991), argentinisch-paraguayischer Fußballspieler
- Cañete, Ramón, argentinischer Straßenradrennfahrer
- Canetti, Elias (1905–1994), deutschsprachiger Schriftsteller und Literatur-NobelpreisträgerElias Canetti (1905–1994)

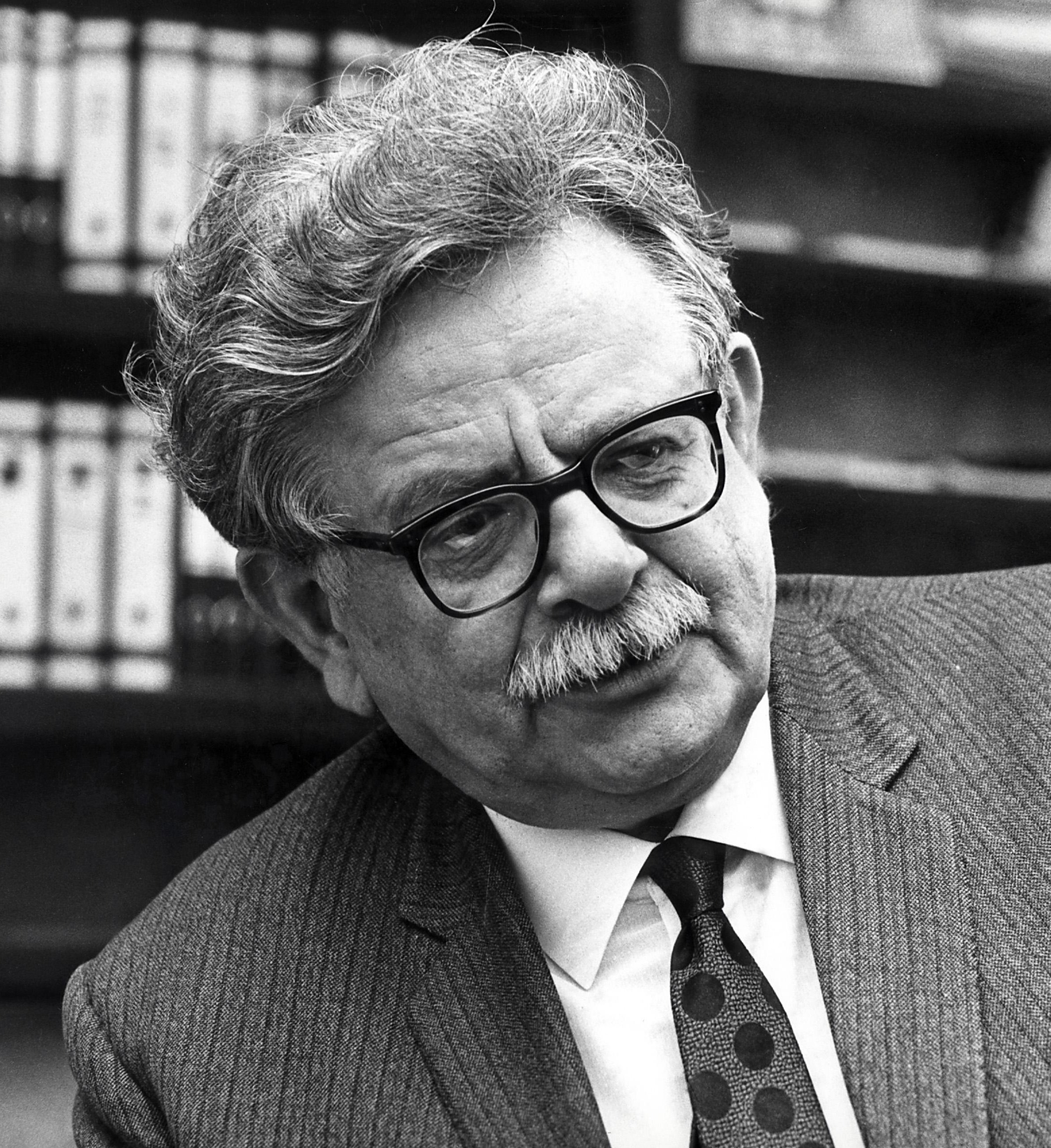
Elias Canetti (1905–1994)

- Canetti, Georges (1911–1971), bulgarisch-französischer Arzt und Tuberkuloseforscher
- Canetti, Jacques (1909–1997), französischer Musikproduzent
- Canetti, Veza (1897–1963), österreichische Schriftstellerin und Übersetzerin
- Caneva, Bertilio, italienischer Skispringer
- Caneva, Bruno (1912–2003), italienischer Skispringer
- Caneva, Carlo (1845–1922), italienischer General und Politiker
- Canevale, Antonio, österreichischer Renaissance-Architekt
- Canevale, Carlo, österreichischer Barockbaumeister
- Canevale, Isidore (1730–1786), österreichischer Architekt
- Canevalle, Marco Antonio (1652–1711), italienischer Architekt und Baumeister
- Canevari, Amilcare (1905–1987), italienischer Ruderer
- Canevari, Antonio (1681–1764), italienischer Architekt des Barock und Klassizismus
- Canevari, Cesare (1927–2012), italienischer Schauspieler und Filmregisseur
- Canevaro, Felice Napoleone (1838–1926), italienischer Marineoffizier und Politiker
- Canevaro, Mirko, italienischer Althistoriker
- Canevascini, Guglielmo (1886–1965), Schweizer Politiker (PS)

### Canf
- Canfari, Enrico (1877–1915), italienischer Fußballspieler und -funktionär
- Canfari, Eugenio (1878–1962), italienischer Fußballfunktionär und Unternehmer
- Canfield, Arthur Graves (1859–1947), US-amerikanischer Romanist und Literaturwissenschaftler
- Canfield, Brady (* 1963), US-amerikanischer Skeletonpilot
- Canfield, Donald (* 1957), US-amerikanischer Geowissenschaftler
- Canfield, Gordon (1898–1972), US-amerikanischer Politiker
- Canfield, Harry C. (1875–1945), US-amerikanischer Politiker
- Canfield, Jack (* 1944), US-amerikanischer Autor und Motivationstrainer
- Canfield, Jean (1918–2000), kanadische Politikerin (Liberal Party)
- Canfield, Leon Hardy (1886–1980), US-amerikanischer Historiker und Pädagoge
- Canfield, Mary Grace (1924–2014), US-amerikanische Schauspielerin
- Canfield, Michael Temple (1926–1969), US-amerikanischer Diplomat und Verlagsvertreter, angeblicher Sohn von Prinz George, Duke of Kent
- Canfin, Pascal (* 1974), französischer Politiker (Europe Écologie-Les Verts), MdEP
- Canfor-Dumas, Edward (* 1957), englischer Romanautor und ein TV-Drehbuchautor
- Canfora, Luciano (* 1942), italienischer Philologe, Historiker
- Canfy-Steinitz, Gila (* 1962), israelische Juristin

### Cang
- Cángele, Franco (* 1984), argentinischer Fußballspieler
- Çangeli, Muhamet (* 1999), albanischer Leichtathlet
- Canger, Raffaele (1938–2019), italienischer Neurologe und Psychiater, klinischer Neurophysiologe und Epileptologe
- Cangini, Gabriella, italienische Dokumentarfilmerin
- Cangiullo, Francesco (1888–1977), italienischer Dichter und Maler des Futurismus
- Cangiullo, Pasqualino (1900–1975), italienischer Dichter und Journalist
- Cangkya Lobsang Pelden Tenpe Drönme (1890–1957), 7. Tschangtscha Hutuktu
- Cangkya Rölpe Dorje (1717–1786), tibetisch-mongolischer Geistlicher der Gelug-Schule
- Cangök, Can (1960–2024), türkischer Fußballspieler und -trainer
- Cangöz, Atakan (* 1992), türkischer Fußballspieler
- Canguilhem, Georges (1904–1995), französischer Philosoph, Mediziner und WiderstandskämpferGeorges Canguilhem (1904–1995)

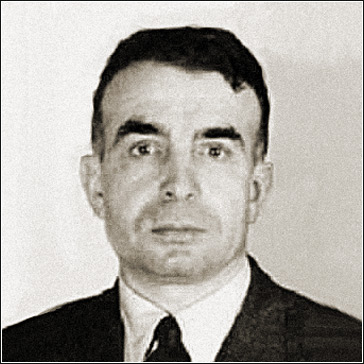
Georges Canguilhem (1904–1995)

- Canguio, Marlène (1942–2025), französische Hürdenläuferin, Sprinterin und Weitspringerin

### Canh
- Canham, Charles D. W. (1901–1963), US-amerikanischer Offizier, Generalmajor der US-Army
- Canham, Jordan (* 2000), kanadischer Volleyballspieler
- Canham, Leigh (* 1958), britischer Physiker und Hochschullehrer

### Cani
- Cani (* 1981), spanischer Fußballspieler
- Cani, Bujar (1946–2012), albanischer Fußballspieler
- Çani, Edgar (* 1989), albanischer Fußballspieler
- Cani, Inocêncio (1938–1973), Mörder Amílcar Cabrals
- Cani, Marie-Paule (* 1965), französische Informatikerin
- Cani, Miriam (* 1985), deutsche Sängerin und TV-Moderatorin mit albanischen WurzelnMiriam Cani (* 1985)

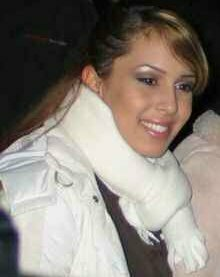
Miriam Cani (* 1985)

- Cani, Shkëlqim (* 1956), albanischer Politiker (PS)
- Caniaris, Vlassis (1928–2011), griechischer bildender Künstler
- Caniato, Carlo Alberto (* 2005), italienischer Tennisspieler
- Cañibe, Manuel (* 1930), mexikanischer Fußballspieler
- Canibus (* 1974), US-amerikanischer Rapper und Mitglied der Gruppe The HRSMN
- Čanić, Dominic (* 2000), kroatisch-neuseeländischer Eishockeyspieler
- Canidius Crassus, Publius († 30 v. Chr.), römischer Politiker und General in der Endphase der Republik
- Caniff, Milton (1907–1988), US-amerikanischer Comiczeichner und -autor
- Caniga, Jana (* 1960), Schweizer Moderatorin und Unternehmerin
- Caniggia, Claudio (* 1967), argentinischer FußballspielerClaudio Caniggia (* 1967)

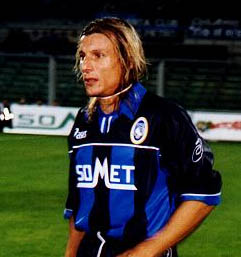
Claudio Caniggia (* 1967)

- Caniglia, Maria (1905–1979), italienische Opernsängerin (Sopran)
- Canıgüz, Alper (* 1969), türkischer Schriftsteller
- Canijo, João (* 1957), portugiesischer Filmregisseur
- Canikli, Nurettin (* 1960), türkischer Politiker
- Canillac, Pierre de, französischer Bischof
- Canillas (* 1996), spanischer Fußballspieler
- Canin, Martin (1927–2000), US-amerikanischer Maler
- Canin, Martin (1930–2019), US-amerikanischer Pianist und Musikpädagoge
- Canina, Luigi (1795–1856), italienischer Klassischer Archäologe und Architekt
- Canine, Ralph J. (1895–1969), erster Direktor der National Security Agency (NSA)
- Caninenberg, Hans (1913–2008), deutscher Schauspieler und Schriftsteller
- Caninenberg, Peter (* 1956), deutscher Hockeyspieler
- Canini, Giuseppe (* 1957), san-marinesischer Fußballspieler
- Canini, Michele (* 1985), italienischer Fußballspieler
- Caninius Gallus, Lucius († 44 v. Chr.), römischer Volkstribun 56 v. Chr.
- Caninius Gallus, Lucius, römischer Suffektkonsul 2 v. Chr.
- Caninius Gallus, Lucius, römischer Konsul 37 v. Chr.
- Caninius Rebilus, Gaius, römischer Politiker und General in der Endphase der Republik
- Caninius, Gaius, römischer Maler
- Canino, Bruno (* 1935), italienischer Pianist und Komponist
- Canino, Ennio (1924–2001), italienischer Architekt
- Canins, Maria (* 1949), italienische Radrennfahrerin (Südtirol)Maria Canins (* 1949)

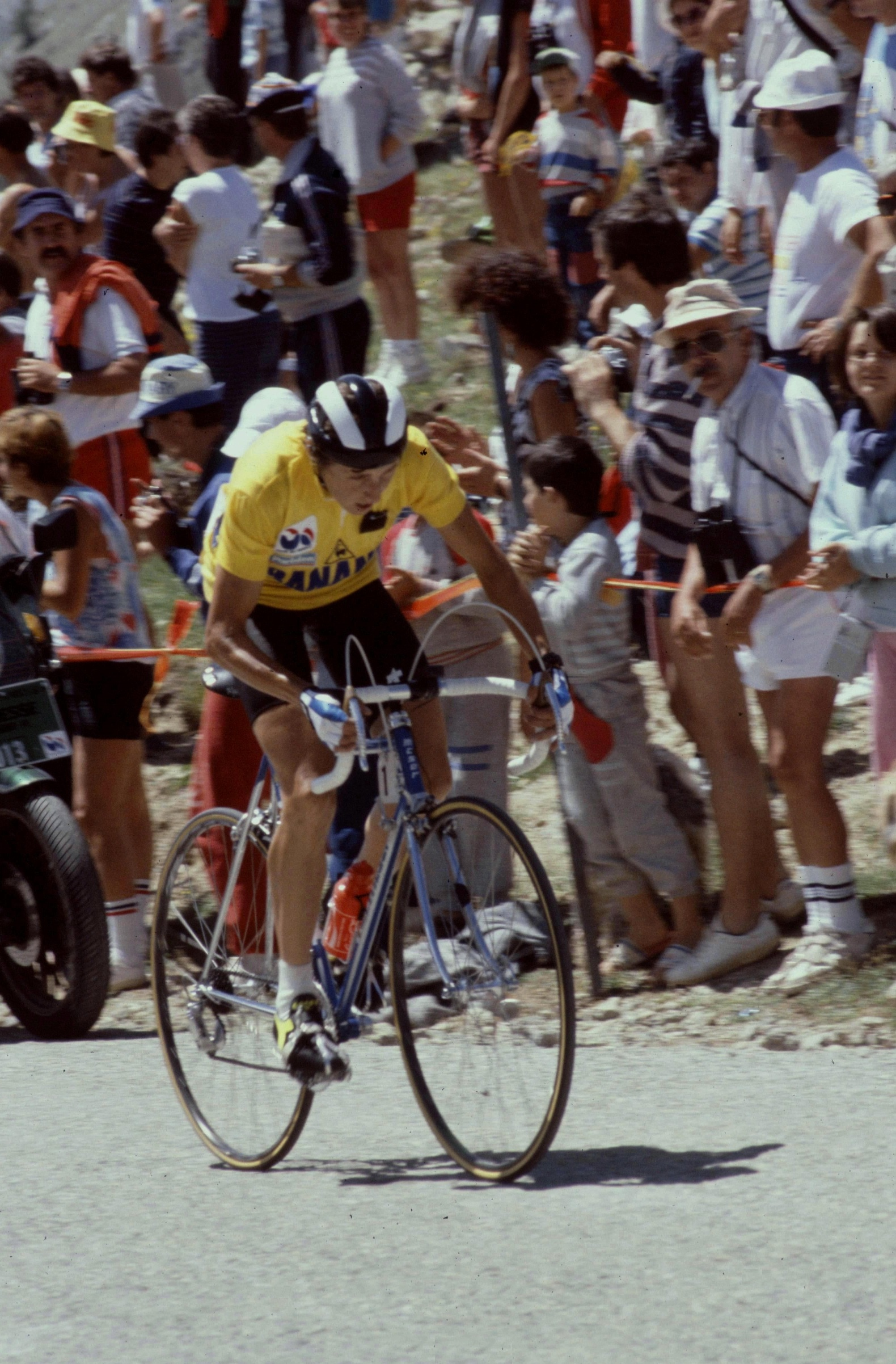
Maria Canins (* 1949)

- Canío, Cristián (* 1981), chilenischer Fußballspieler
- Canipe, Ridge (* 1994), US-amerikanischer Kinderdarsteller und Schauspieler
- Canira, Atanasio Amisse (* 1962), mosambikanischer Geistlicher und Bischof von Lichinga
- Canis, Chris (* 1984), österreichischer Musiker, Schriftsteller, Produzent und Inhaber des Independent-Labels CANIS RECORDS
- Canis, Cornelius († 1562), franko-flämischer Komponist, Sänger und Kapellmeister der Renaissance
- Canis, Johannes (1895–1977), deutscher Grafiker, Designer und Regisseur
- Canis, Konrad (1938–2024), deutscher Historiker
- Canis, Martin (* 1976), deutscher Otorhinolaryngologe und Hochschullehrer
- Canisius, Arnold (1833–1890), Landtagsabgeordneter Waldeck
- Canisius, Heinrich (1557–1610), Hochschullehrer, Jurist, Historiker und Hagiograph
- Canisius, Petrus (1521–1597), niederländischer Jesuit, Kirchenlehrer und HeiligerPetrus Canisius (1521–1597)

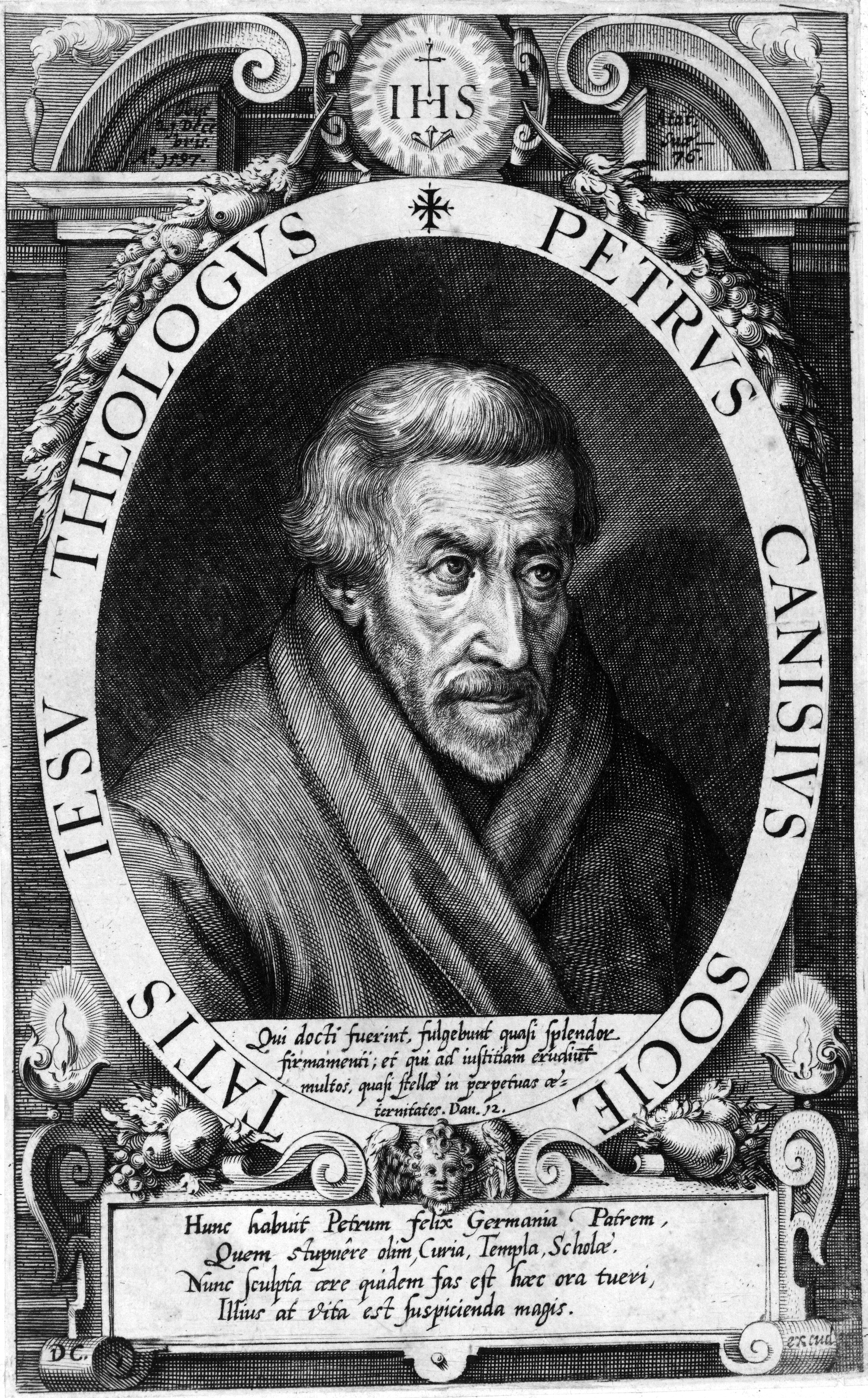
Petrus Canisius (1521–1597)

- Canisius, Thomas (1792–1850), Landtagsabgeordneter Waldeck
- Canitz und Dallwitz, George Sigismund von (1707–1780), preußischer Landrat
- Canitz und Dallwitz, Karl von (1787–1850), preußischer Generalleutnant, Staatsmann
- Canitz, Andreas, Görlitzer Bürgermeister
- Canitz, Friedrich Rudolph Ludwig von (1654–1699), deutscher Diplomat und Schriftsteller
- Canitz, Julius von (* 1815), preußischer Verwaltungsbeamter und Landrat
- Canitz, Melchior von (1629–1685), schlesisch-kurbrandenburgischer Rat
- Canivet, Gabrielle (1867–1942), belgische Malerin
- Canivet, Pierre (1890–1982), französischer Curler
- Canivez, Joseph-Marie (1878–1952), belgischer Trappistenmönch und Historiker
- Canivez, Louis (1837–1911), belgischer Komponist und Dirigent
- Caniza, Denis (* 1974), paraguayischer Fußballspieler
- Cañizales, Carlos (* 1993), venezolanischer Boxer im Halbfliegengewicht
- Canizales, Gaby (* 1960), US-amerikanischer Boxer im Bantamgewicht
- Canizales, Orlando (* 1958), US-amerikanischer Boxer im Bantamgewicht
- Cañizares Llovera, Antonio (* 1945), spanischer Geistlicher, Erzbischof von Valencia, ehemaliger KurienkardinalAntonio Cañizares Llovera (* 1945)

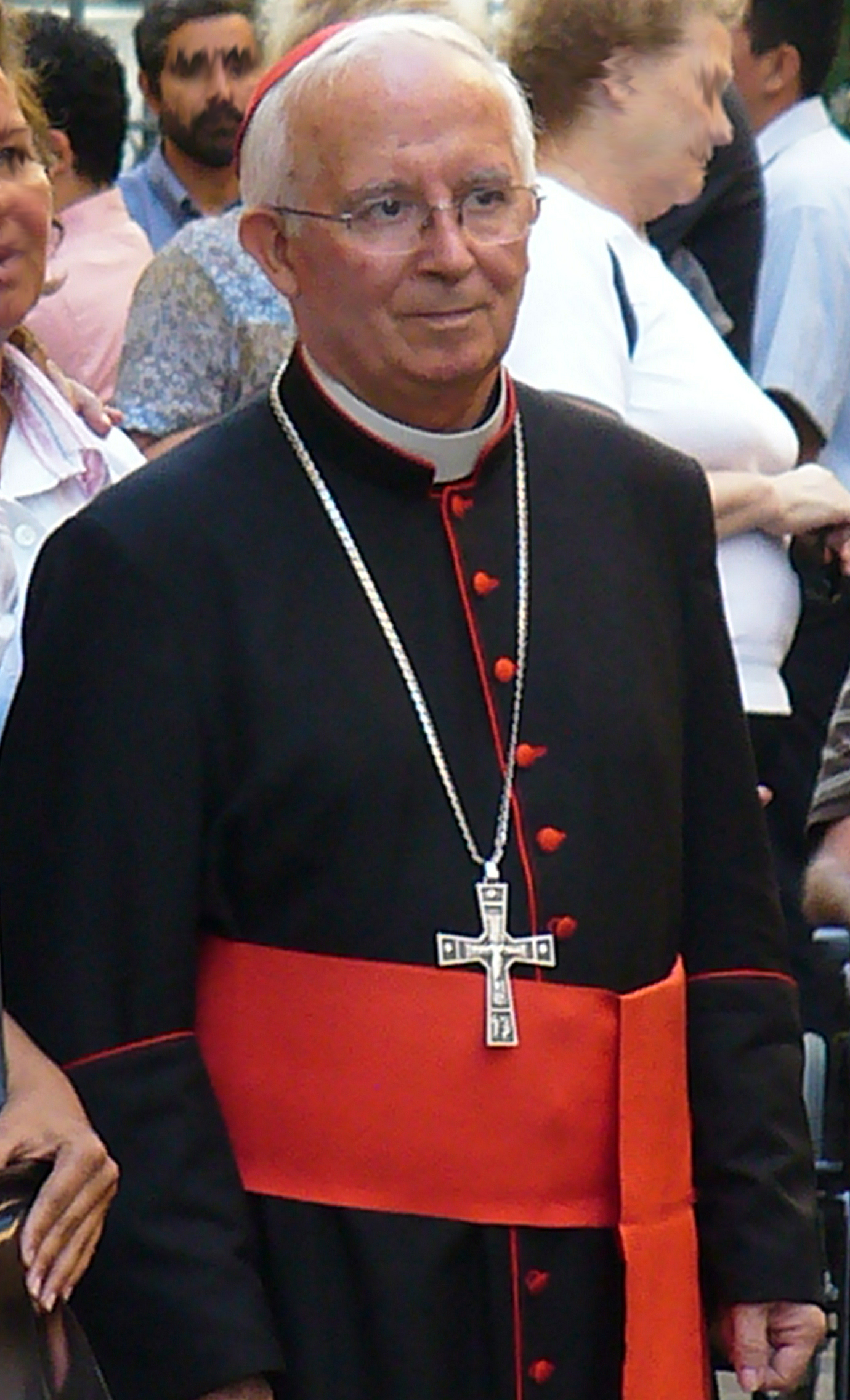
Antonio Cañizares Llovera (* 1945)

- Canizares, Claude R. (* 1945), US-amerikanischer Astrophysiker und Astronom
- Cañizares, José de (1676–1750), spanischer Dramatiker und Librettist
- Cañizares, Juan Manuel (* 1966), spanischer Gitarren-Virtuose, Komponist
- Cañizares, Santiago (* 1969), spanischer Fußballtorwart
- Cañizares, Yilian (* 1983), kubanisch-schweizerische Musikerin

### Canj
- Canjels, Leo (1933–2010), niederländischer Fußballspieler und -trainer
- Canjura, Noé (1922–1970), salvadorianischer Maler
- Canjura, Uriel (* 2000), salvadorianischer Badmintonspieler

### Cank
- Cankar, Gregor (* 1975), slowenischer Leichtathlet
- Cankar, Ivan (1876–1918), slowenischer SchriftstellerIvan Cankar (1876–1918)

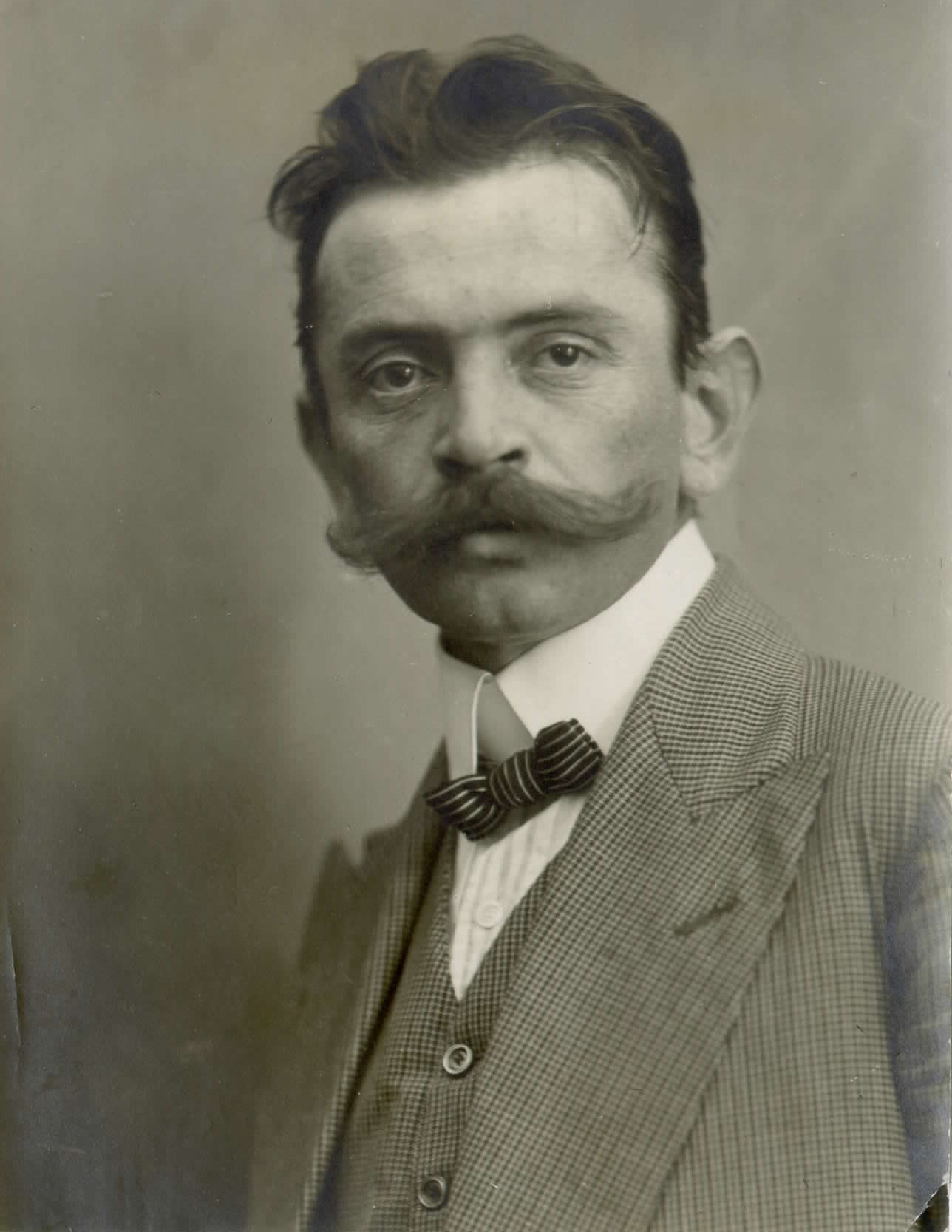
Ivan Cankar (1876–1918)

- Cankat, Berk (* 1984), türkischer Schauspieler und Grafikdesigner
- Čanković, Jelena (* 1995), serbische Fußballspielerin
- Cankurt, Mehmet (* 1981), türkischer Poolbillardspieler

### Canl
- Canlı, Yağız (* 2002), türkischer Leichtathlet
- Canli, Yasmin (* 1984), deutsche Schauspielerin
- Canlıka, Adlan (* 1989), türkischer Fußballspieler
- Canlıka, İzzet (* 1994), türkischer Fußballspieler

### Cann
- Cann, Adrian (* 1980), kanadischer Fußballspieler
- Cann, Elizabeth (* 1979), englische Badmintonspielerin
- Cann, François (* 1932), französischer General
- Cann, George (1871–1948), australischer Politiker, Mitglied des Australischen Repräsentantenhauses, Mitglied der Legislativversammlung und Minister von New South Wales
- Cann, Howard (1895–1992), US-amerikanischer Kugelstoßer und Basketballtrainer
- Cann, Luke (* 1994), australischer Speerwerfer
- Cann, Michelle (* 1988), US-amerikanische Pianistin
- Cann, Rebecca L. (* 1951), US-amerikanische Genetikerin und Molekularbiologin
- Cannabaudes († 271), Heerführer des gotischen Volksstammes der Terwingen
- Cannabich, Carl († 1806), deutscher Komponist
- Cannabich, Christian († 1798), deutscher Violinist, Kapellmeister und Komponist
- Cannabich, Gottfried Christian (1745–1830), deutscher lutherischer Theologe
- Cannabich, Johann Günther Friedrich (1777–1859), deutscher Geograph, Pfarrer und Pädagoge
- Cannabich, Martin Friedrich, deutscher Komponist, Oboist und Flötist
- Cannadine, David (* 1950), britischer Historiker
- Cannan, Alfred (* 1968), unabhängiges Mitglied des House of Keys for Ayre & Michael und ist der derzeitige Chief Minister der Isle of ManAlfred Cannan (* 1968)

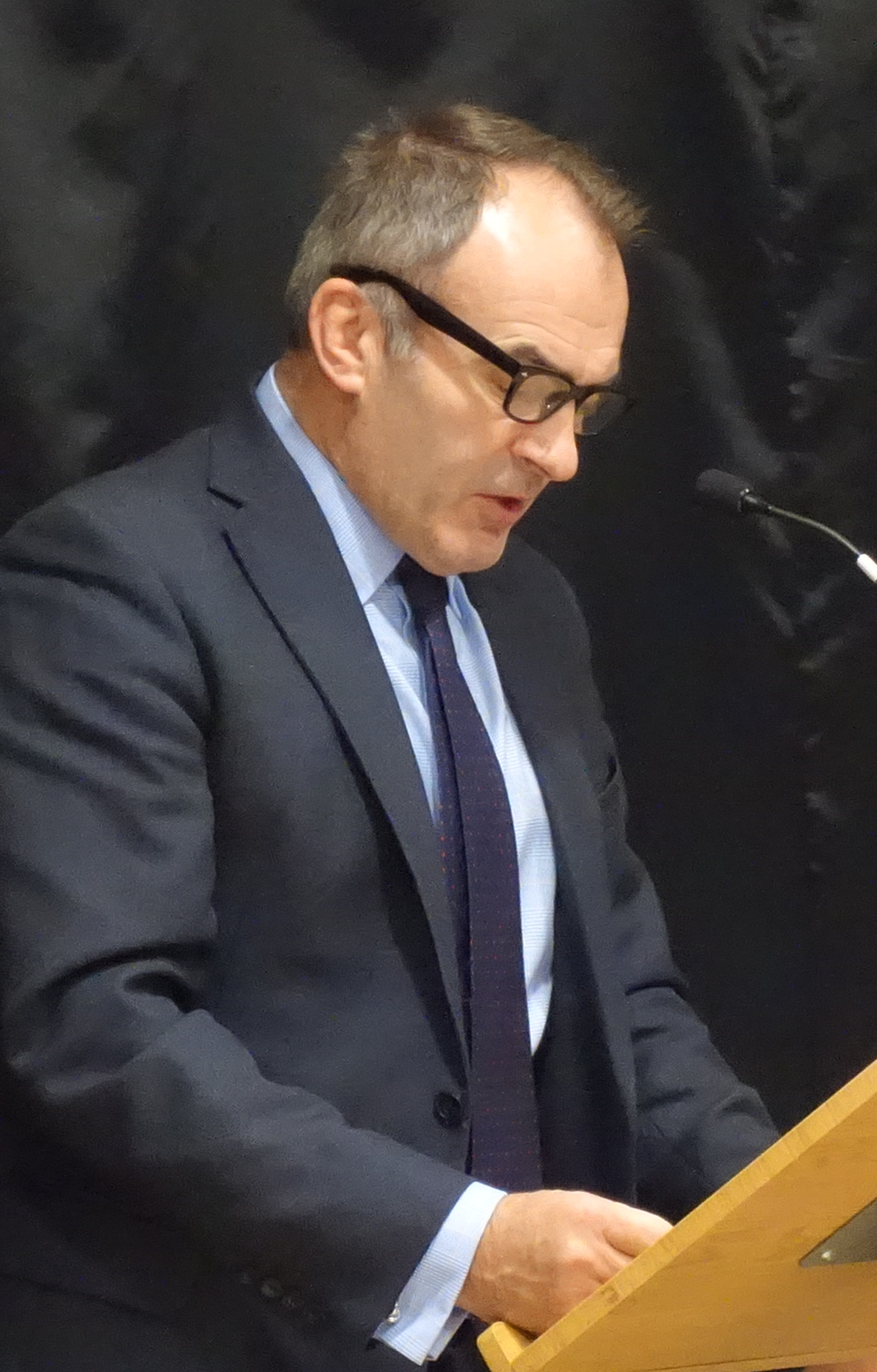
Alfred Cannan (* 1968)

- Cannan, Edwin (1861–1935), britischer Wirtschaftswissenschaftler und Wirtschaftshistoriker
- Cannan, James Harold (1882–1976), australischer Generalquartiermeister
- Cannan, May Wedderburn (1893–1973), britische Dichterin
- Cannard, Ferréol (* 1978), französischer Biathlet
- Cannarozzi, Antonella, italienische Kostümbildnerin
- Cannarsa, Juriy (* 1976), italienischer Fußballspieler
- Cannata, Giovanni (* 1985), italienischer Fußballspieler
- Cannata, Loredana (* 1975), italienische Schauspielerin
- Cannata, Richie (* 1948), US-amerikanischer Rockmusiker und Musikproduzent
- Cannataci, Joseph A. (* 1961), maltesischer Informationstechnologierecht Professor und erster Sonderberichterstatter der Vereinten Nationen für das Recht auf Privatsphäre
- Cannatella, David C. (* 1954), US-amerikanischer Herpetologe, Zoologe, Funktionsanatom und Professor für Integrative Biologie
- Cannavacciuolo, Antonino (* 1975), italienischer Koch und Fernsehmoderator
- Cannavacciuolo, Gennaro (1962–2022), italienischer Schauspieler und Sänger
- Cannavale, Bobby (* 1970), US-amerikanischer SchauspielerBobby Cannavale (* 1970)

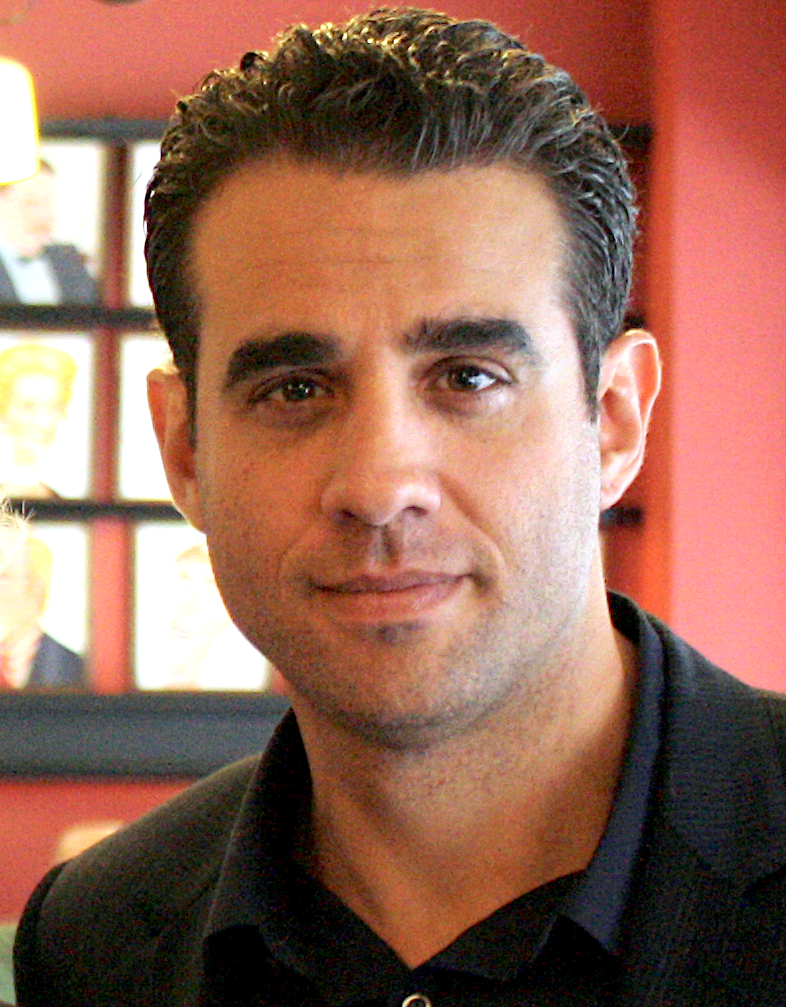
Bobby Cannavale (* 1970)

- Cannavale, Enzo (1928–2011), italienischer Schauspieler
- Cannavale, Jake (* 1995), amerikanischer Schauspieler und Musiker
- Cannavaro, Fabio (* 1973), italienischer Fußballspieler
- Cannavaro, Paolo (* 1981), italienischer Fußballspieler
- Cannavò, Candido (1930–2009), italienischer Sportjournalist und Herausgeber
- Cannavò, Ignazio (1921–2015), italienischer Geistlicher und Erzbischof von Messina-Lipari-Santa Lucia del Mela
- Cannavó, Pedro Bernardo (* 1978), argentinischer römisch-katholischer Geistlicher, Weihbischof in Buenos Aires
- Canne Meijer, Cora (1929–2020), niederländische Opernsängerin (Mezzosopran/Alt)
- Canneel, Théodore-Joseph (1817–1892), belgischer Porträt- und Genremaler sowie Lithograf und Kunstpädagoge
- Cannell, Mary (1913–2000), britische Historikerin und Hochschullehrerin
- Cannell, Stephen J. (1941–2010), US-amerikanischer Filmproduzent, Autor, Schauspieler und DrehbuchautorStephen J. Cannell (1941–2010)

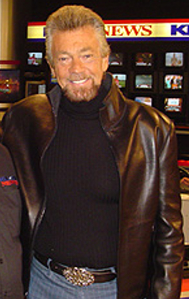
Stephen J. Cannell (1941–2010)

- Cannella, Pizzi (* 1955), italienischer Maler
- Canney, Seán (* 1960), irischer Politiker, Abgeordneter im irischen Parlament
- Canngießer, Leonhard Heinrich Ludwig Georg von (1716–1772), deutscher Staatsmann
- Cannicci, Niccolò (1846–1906), italienischer Maler des Realismus
- Canning, Charles, 1. Earl Canning (1812–1862), britischer Staatsmann
- Canning, Florence (1863–1914), englisch-britische Suffragette
- Canning, George (1770–1827), britischer Politiker (konservativen Partei), Mitglied des House of Commons und Premierminister 1827
- Canning, George (1889–1955), britischer Tauzieher und Polizist
- Canning, Griffin (* 1996), US-amerikanischer Baseballspieler
- Canning, Iain (* 1979), britischer Filmproduzent
- Canning, Sara (* 1987), kanadische SchauspielerinSara Canning (* 1987)

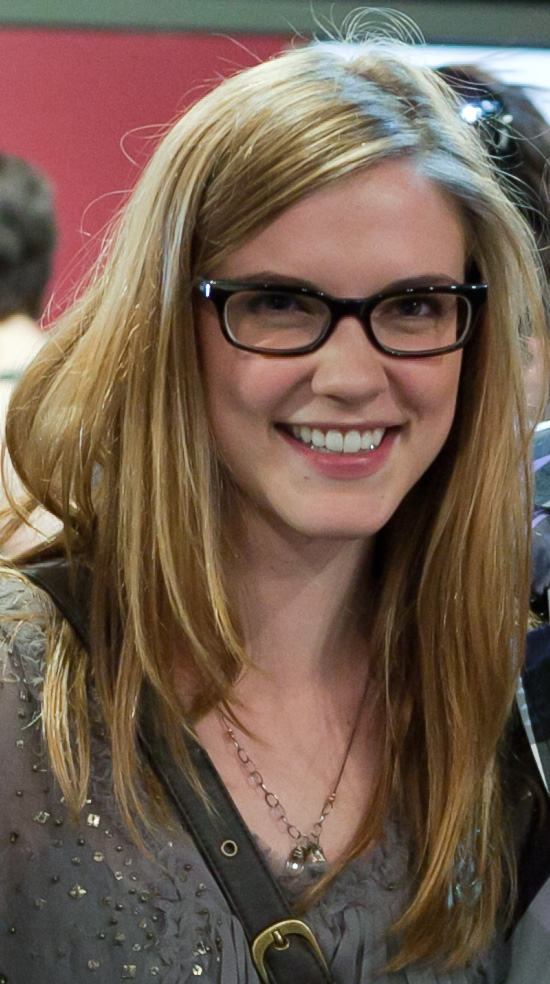
Sara Canning (* 1987)

- Canning, Stratford, 1. Viscount Stratford de Redcliffe (1786–1880), britischer Diplomat
- Canning, Thomas (1911–1989), US-amerikanischer Komponist
- Canning, Tom (* 1948), amerikanischer Fusionmusiker (Keyboard, Orgel, Komposition)
- Canning, Victor (1911–1986), britischer Schriftsteller
- Cannistrà, Saverio (* 1958), italienischer römisch-katholischer Ordensgeistlicher, ehemaliger Generaloberer der unbeschuhten Karmeliten, Erzbischof von Pisa
- Cannizzaro, Massimo (* 1981), deutsch-italienischer Fußballspieler
- Cannizzaro, Stanislao (1826–1910), italienischer Chemiker
- Cannom, Greg (1951–2025), US-amerikanischer Maskenbildner
- Cannon, Annie Jump (1863–1941), US-amerikanische Astronomin
- Cannon, Cavendish W. (1895–1962), US-amerikanischer Diplomat
- Cannon, Chris (1950–2024), US-amerikanischer Politiker
- Cannon, Ciarán (* 1965), irischer Politiker
- Cannon, Clarence (1879–1964), US-amerikanischer Politiker
- Cannon, Colleen (* 1961), US-amerikanische Triathletin
- Cannon, Colm (* 1986), britisch-luxemburgischer Eishockeyspieler
- Cannon, Danny (* 1968), britischer Film- und Fernsehregisseur, Fernsehproduzent und DrehbuchautorDanny Cannon (* 1968)

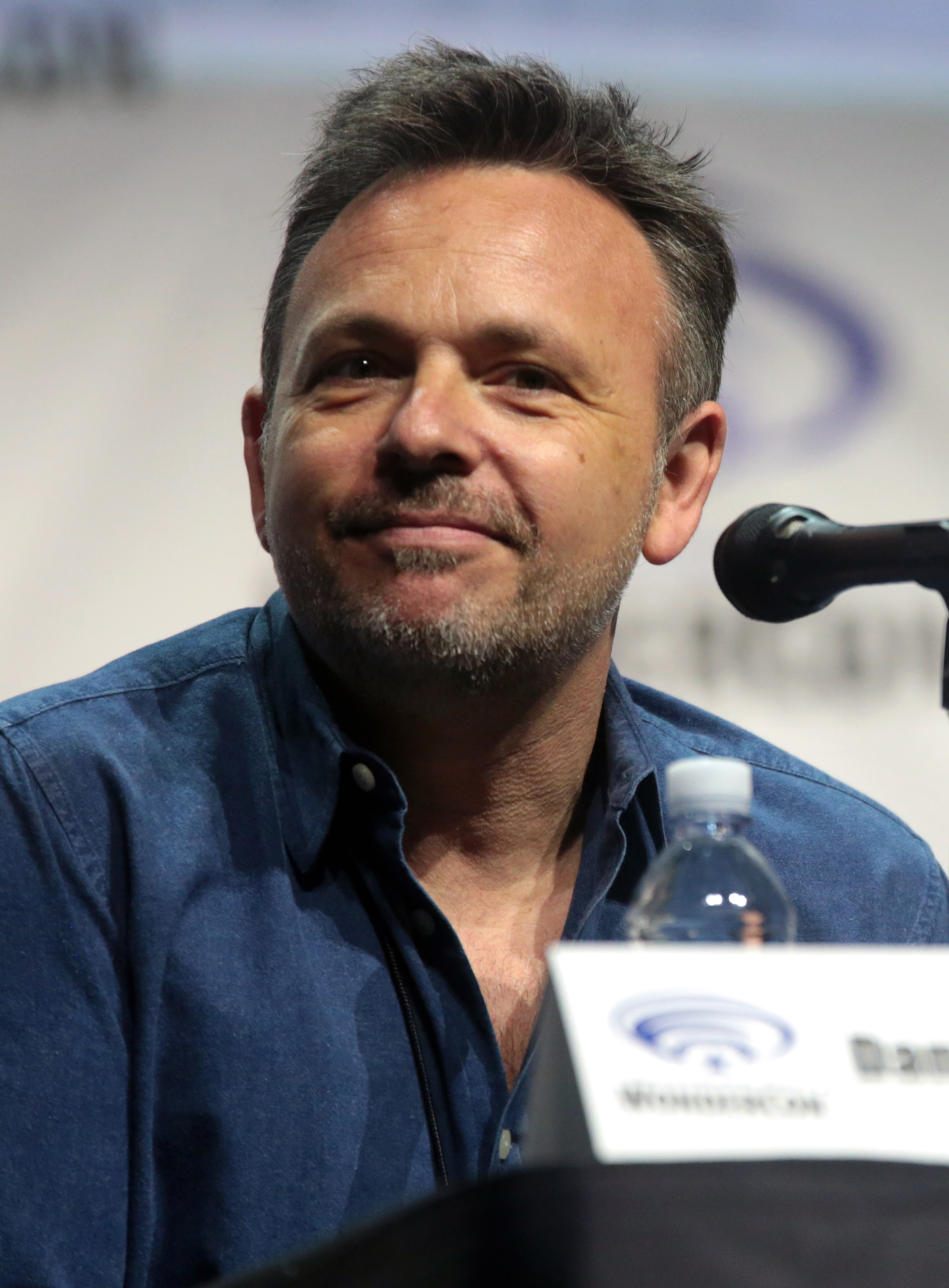
Danny Cannon (* 1968)

- Cannon, Dominic (* 1983), deutscher Basketballspieler
- Cannon, Dyan (* 1937), US-amerikanische Schauspielerin
- Cannon, Elizabeth Anne Wells (1859–1942), US-amerikanische Frauenrechtlerin und Politikerin
- Cannon, Emma (* 1989), amerikanische Basketballspielerin
- Cannon, Frank (1888–1916), englischer Fußballspieler
- Cannon, Frank J. (1859–1933), US-amerikanischer Politiker der Republikanischen Partei
- Cannon, Franklin (1794–1863), US-amerikanischer Politiker
- Cannon, Freddy (* 1940), US-amerikanischer Rock'n'Roll-Sänger
- Cannon, Gabriel (1806–1893), US-amerikanischer Politiker
- Cannon, George Q. (1827–1901), US-amerikanischer Politiker
- Cannon, Gerald (* 1958), US-amerikanischer Jazzmusiker
- Cannon, Glenn (1932–2013), US-amerikanischer Schauspieler
- Cannon, Gus (1883–1979), US-amerikanischer Blues-Musiker
- Cannon, Howard (1912–2002), US-amerikanischer Politiker
- Cannon, J. D. (1922–2005), US-amerikanischer Schauspieler
- Cannon, James P. (1890–1974), US-amerikanischer Kommunist und Trotzkist
- Cannon, James W. (* 1943), US-amerikanischer Mathematiker
- Cannon, Joe (* 1975), US-amerikanischer Fußballtorhüter
- Cannon, John (1933–1999), kanadischer Autorennfahrer
- Cannon, John K. (1892–1955), US-amerikanischer Offizier, General der US Air Force
- Cannon, Joseph Gurney (1836–1926), US-amerikanischer Politiker
- Cannon, Katherine (* 1953), US-amerikanische Schauspielerin
- Cannon, Kay, US-amerikanische Filmregisseurin und DrehbuchautorinKay Cannon

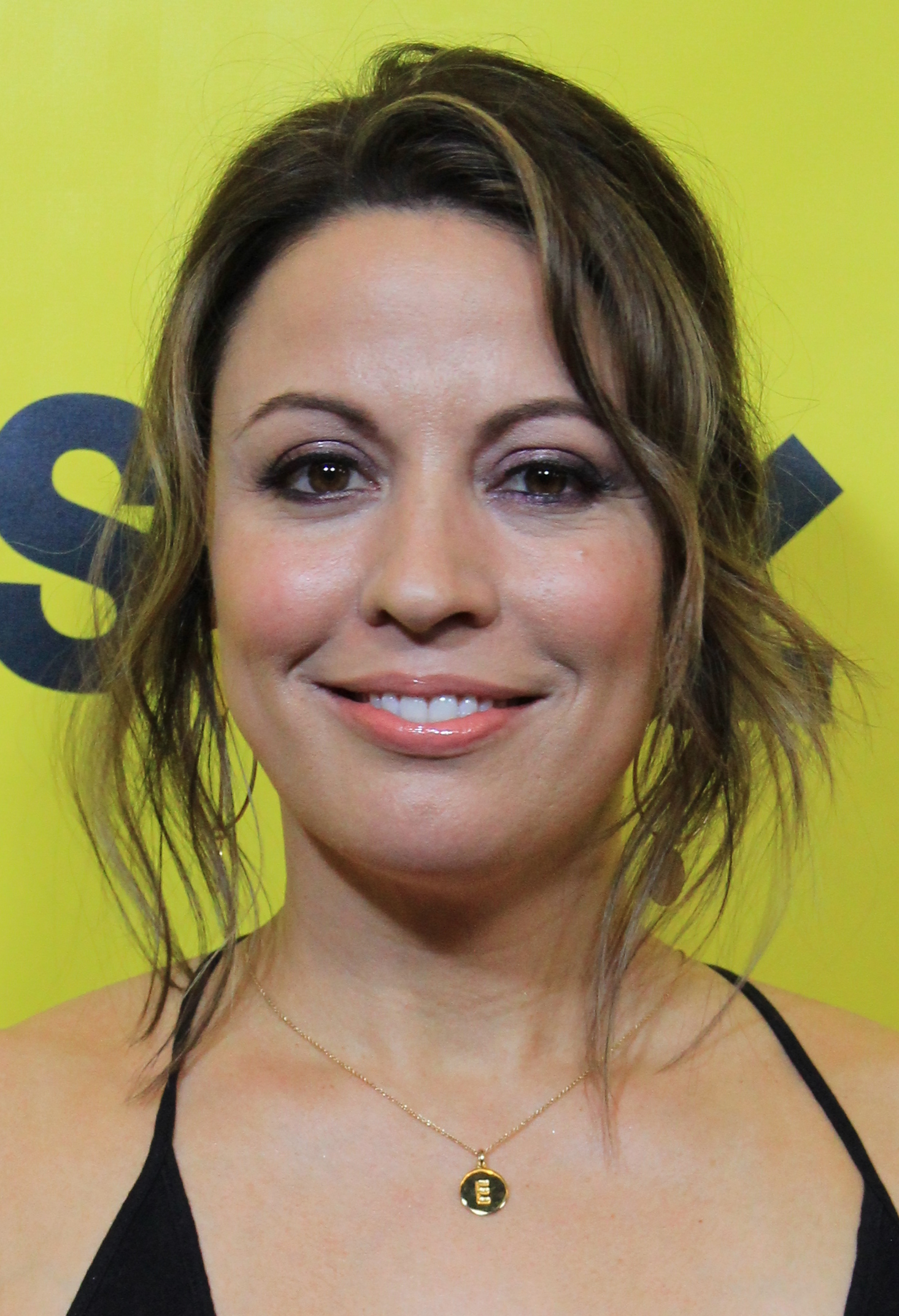
Kay Cannon

- Cannon, Landy (* 1971), kanadischer Schauspieler
- Cannon, Lawrence (* 1947), kanadischer Politiker
- Cannon, Lynn (* 1950), US-amerikanische Speerwerferin
- Cannon, Malcolm (* 1944), britischer Eiskunstläufer
- Cannon, Marcus (* 1988), US-amerikanischer American-Football-Spieler
- Cannon, Marion (1834–1920), US-amerikanischer Politiker
- Cannon, Martha Hughes (1857–1932), US-amerikanische Ärztin, Frauenrechtlerin und Politikerin
- Cannon, Michael (* 1991), luxemburgischer Eishockeyspieler
- Cannon, Newton (1781–1841), US-amerikanischer Politiker
- Cannon, Nick (* 1980), US-amerikanischer Comedian, Schauspieler, Regisseur und RapperNick Cannon (* 1980)

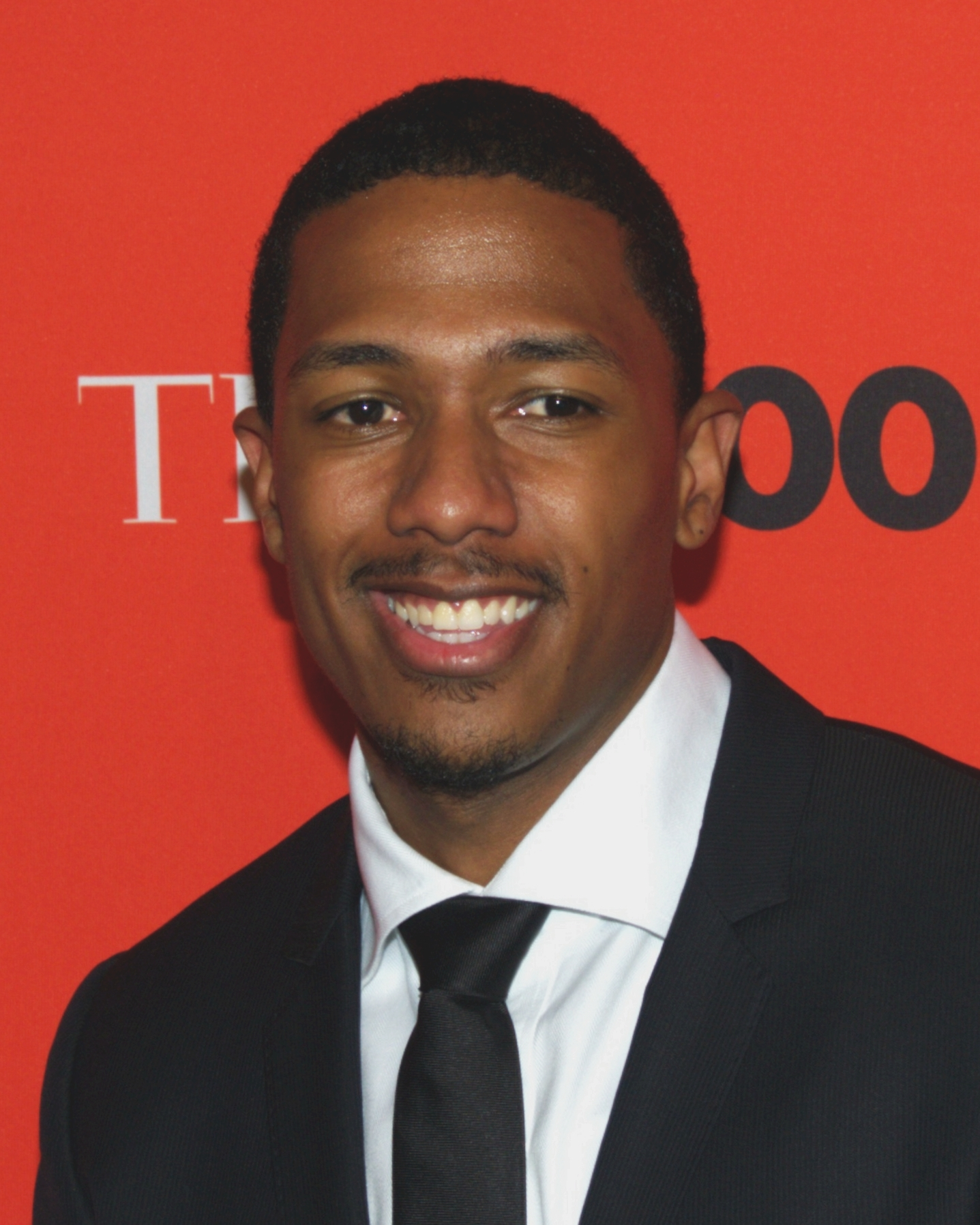
Nick Cannon (* 1980)

- Cannon, Pat (1904–1966), US-amerikanischer Politiker
- Cannon, Paul (1897–1986), US-amerikanischer Politiker
- Cannon, Philip L. (1850–1929), US-amerikanischer Politiker
- Cannon, Raymond Joseph (1894–1951), US-amerikanischer Politiker
- Cannon, Reggie (* 1998), US-amerikanischer Fußballspieler
- Cannon, Robert M. (1901–1976), US-amerikanischer Offizier, Generalleutnant der US-Army
- Cannon, Seán (* 1940), irischer Sänger und Gitarrist
- Cannon, Shelby (* 1966), US-amerikanischer Tennisspieler
- Cannon, Sylvester Q. (1877–1943), US-amerikanischer Geistlicher und Apostel der Kirche Jesu Christi der Heiligen der Letzten Tage
- Cannon, Terese (* 1995), US-amerikanische Beachvolleyballspielerin
- Cannon, Thomas (* 1720), britischer Autor und Geistlicher
- Cannon, Vince (1937–1998), US-amerikanischer Filmschauspieler, Filmproduzent und Filmschaffender
- Cannon, Walter (1871–1945), US-amerikanischer Physiologe
- Cannon, William (1809–1865), US-amerikanischer Politiker
- Cannon, William H. (1907–1990), US-amerikanischer Regieassistent, Produktionsassistent und Drehbuchautor
- Cannon-Brookes, Mike (* 1979), australischer UnternehmerMike Cannon-Brookes (* 1979)

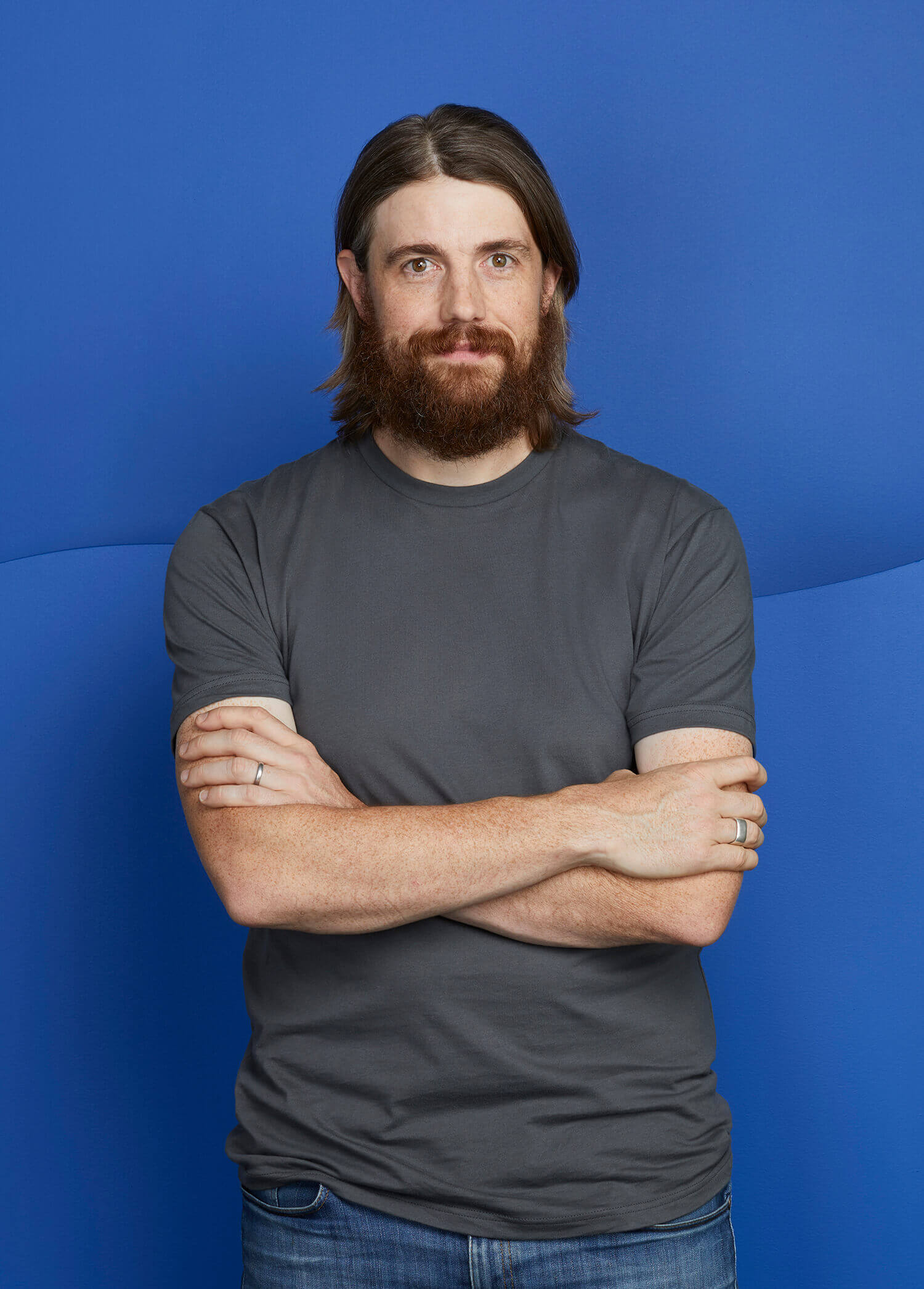
Mike Cannon-Brookes (* 1979)

- Cannone, Cosimo Aldo (* 1984), italienischer Motorbootsportler
- Cannone, Donato (* 1982), italienischer Straßenradrennfahrer
- Cannone, Marco (* 1966), italienischer Mathematiker
- Cannone, Patrick (* 1986), US-amerikanischer Eishockeyspieler
- Cannone, Romain (* 1997), französischer Fechter
- Cannone, Sabino (* 1969), italienischer Bahnradsportler
- Cannonier, Craig (* 1963), bermudischer Politiker
- Cannonier, Salas (* 1997), Fußballspieler von St. Kitts und Nevis
- Cannonier, Seretse (* 1976), Fußballspieler von St. Kitts und Nevis
- Cannuli, Thomas (* 1992), US-amerikanischer Pokerspieler
- Cannutius, Tiberius († 40 v. Chr.), römischer Politiker
- Canny, Lauryn (* 1998), irische Schauspielerin

### Cano
- Cano de Aponte, Gabriel (1665–1733), Gouverneur von Chile
- Cano y Alcacio, Donaciano, mexikanischer Entomologe
- Cano y Torrente, Bonaventura (1779–1838), asturischer Geistlicher und Kurienbischof
- Cano, Alex (* 1983), kolumbianischer Radrennfahrer
- Cano, Alfonso (1948–2011), kolumbianischer GuerillaführerAlfonso Cano (1948–2011)

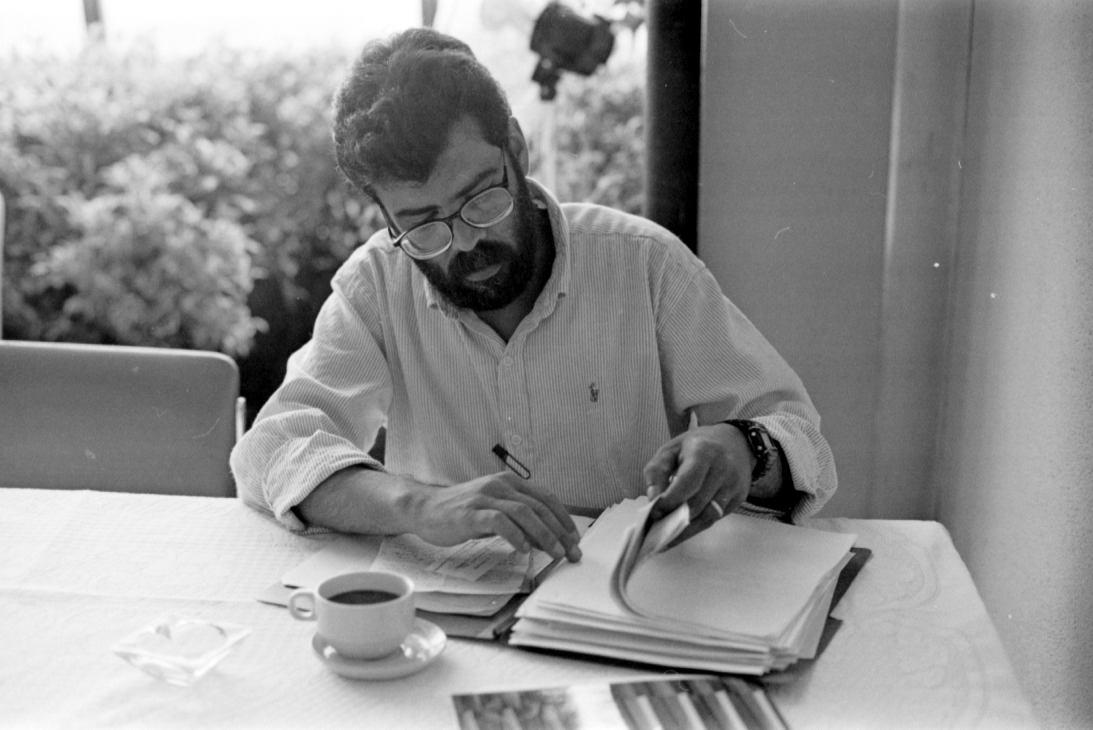
Alfonso Cano (1948–2011)

- Cano, Alonso (1601–1667), spanischer Maler, Bildhauer und Architekt
- Cano, Carlos (1946–2000), spanischer Sänger, Komponist und Texter
- Cano, Christopher (* 1970), US-amerikanischer Filmkomponist
- Cano, Eddie (1927–1988), US-amerikanischer Pianist, Komponist, Arrangeur und Bandleader des Latin Jazz
- Cano, Frédéric (* 1973), französischer Fußballschiedsrichterassistent
- Cano, Gabriel (* 1965), mexikanischer Radrennfahrer
- Cano, Germán (* 1988), argentinischer Fußballspieler
- Cano, Joselyn (1990–2020), US-amerikanisches Model und Modedesignerin
- Cano, Lucía (* 1965), spanische Architektin
- Cano, Magdaleno (1933–2009), mexikanischer Radrennfahrer
- Cano, Melchior (1509–1560), spanischer Dominikaner
- Cano, Nacho (* 1963), spanischer Arrangeur, Komponist und Produzent
- Cano, Núber (* 1935), uruguayischer Fußballspieler
- Cano, Ricardo (* 1951), argentinischer Tennisspieler
- Canó, Robinson (* 1982), dominikanischer Baseballspieler
- Cano, Rubén (* 1951), spanischer Fußballspieler
- Cano, Stéphanie (* 1974), französische Handballspielerin
- Cano, Tomás (* 1961), spanischer und andorranischer Skispringer
- Canobbio, Agustín (* 1998), uruguayischer Fußballspieler
- Canobbio, Carlo (1741–1822), italienischer Komponist und Geiger
- Canobbio, Carlos (* 1982), uruguayischer Fußballspieler
- Canobbio, Fabián (* 1980), uruguayischer Fußballspieler
- Canobra, Sebastián (* 1994), uruguayischer Fußballspieler
- Canogar, Rafael (* 1935), spanischer Maler und Bildhauer
- Canola, Marco (* 1988), italienischer Radrennfahrer
- Canon, Fredrick (* 1976), nauruischer Leichtathlet
- Canon, Hans (1829–1885), österreichischer Maler
- Canonchet († 1676), indianischer Häuptling
- Canonero, Milena, italienische Kostümdesignerin
- Canonge, Louis Placide (1822–1893), US-amerikanischer Journalist, Musikkritiker und Schriftsteller
- Canonge, Mario (* 1960), französischer Jazz- und Fusionmusiker (Piano, Komposition)
- Canonica, Emanuele (* 1971), italienischer Berufsgolfer
- Canonica, Ezio (1922–1978), Schweizer Politiker (SP) und Journalist
- Canonica, Luigi (1764–1844), Schweizer Architekt, Baumeister des Klassizismus
- Canonica, Pietro (1869–1959), italienischer Komponist und Bildhauer
- Canonica, Sibylle (* 1957), Schweizer SchauspielerinSibylle Canonica (* 1957)

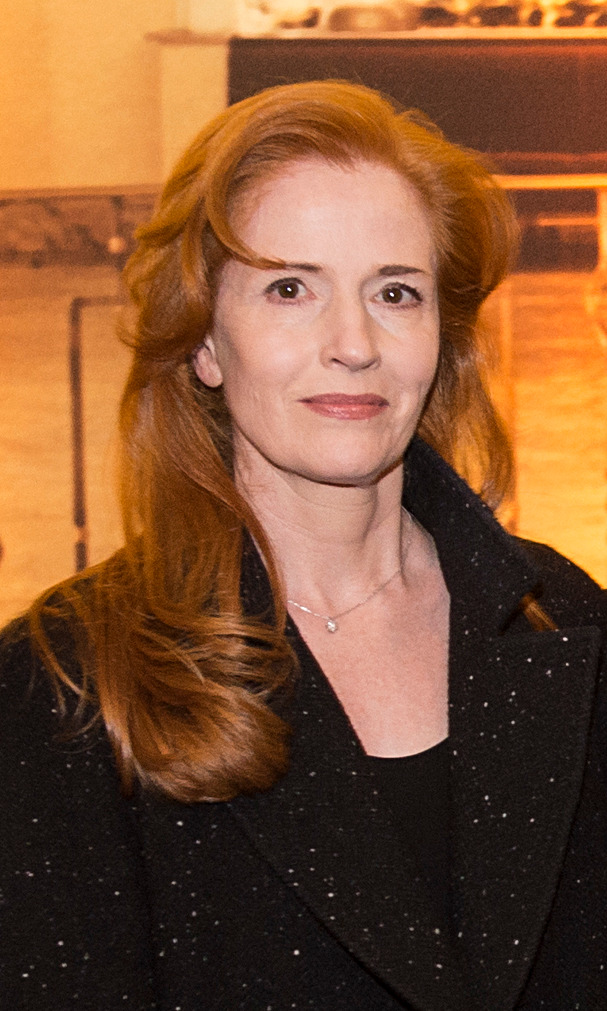
Sibylle Canonica (* 1957)

- Canonica, Ugo (1918–2003), Schweizer Sekundarschullehrer, Dichter und Schulinspektor
- Canonici, Matteo Luigi (1727–1805), italienischer Jesuit, Lehrer, Bibliophiler und Kunstsammler
- Canónico, Benito (1894–1971), venezolanischer Komponist
- Canonicus (1565–1647), Sachem der Narraganset
- Canonne, Henri-Edmond (1867–1961), französischer Apotheker, Unternehmer und Kunstsammler
- Canonne, Michel-Henri (1911–1991), französischer römisch-katholischer Bischof von Tuléar
- Canori, Mario (* 1964), österreichischer Unternehmer und Politiker (FPÖ/BZÖ)
- Canosa, Rodrigo (* 1988), uruguayischer Fußballspieler
- Canossa, Luigi di (1809–1900), italienischer Kardinal
- Canossa, Magdalena Gabriela von (1774–1835), italienische Nonne und Ordensgründerin
- Canot, Philippe (1715–1783), französischer Zeichner, Maler und Dekorateur
- Canot, Pierre-Charles (1710–1777), französischer Zeichner und Kupferstecher
- Canouet, Gilles (* 1976), französischer Straßenradrennfahrer
- Canouse, Russell (* 1995), US-amerikanischer Fußballspieler
- Canova, Antonio (1757–1822), italienischer Bildhauer des KlassizismusAntonio Canova (1757–1822)

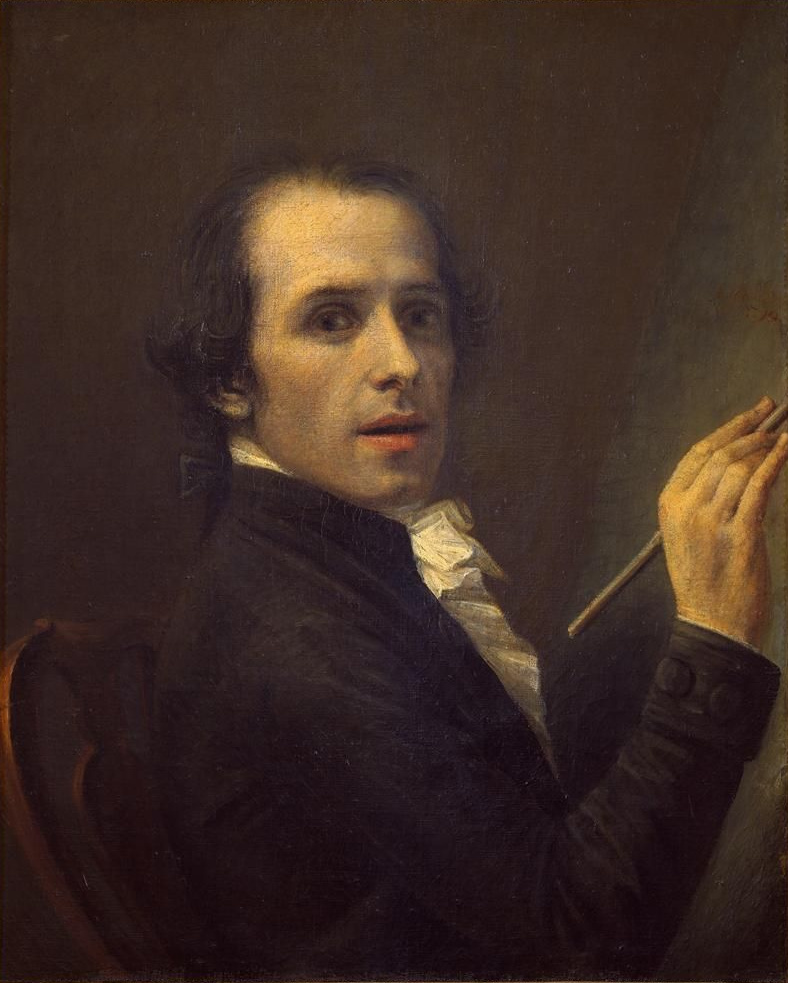
Antonio Canova (1757–1822)

- Canova, Flaminio Piana, italienischer Flugzeugkonstrukteur
- Canova, Giovanni (1880–1960), italienischer Degenfechter
- Canova, Judy (1913–1983), US-amerikanische Schauspielerin, Komikerin und Radiomoderatorin
- Canova, Renato (* 1944), italienischer Leichtathletiktrainer
- Canovai, Giuseppe (1904–1942), italienischer römisch-katholischer Geistlicher und Diplomat, Gründer der Familia Christi
- Cánovas del Castillo, Antonio (1828–1897), spanischer Politiker und Restaurator der Monarchie in Spanien
- Canovas, Jason (* 1969), britischer Tontechniker
- Canow, Carl (1814–1870), deutscher Maler
- Canoz, Alexis (1805–1888), französischer Bischof

### Canp
- Canpolat, Erdem (* 2001), deutschtürkischer Fußballtorhüter

### Canr
- Canrobert, François Certain de (1809–1895), französischer General und Marschall von Frankreich

### Cans
- Cans, Joacim (* 1970), schwedischer SängerJoacim Cans (* 1970)

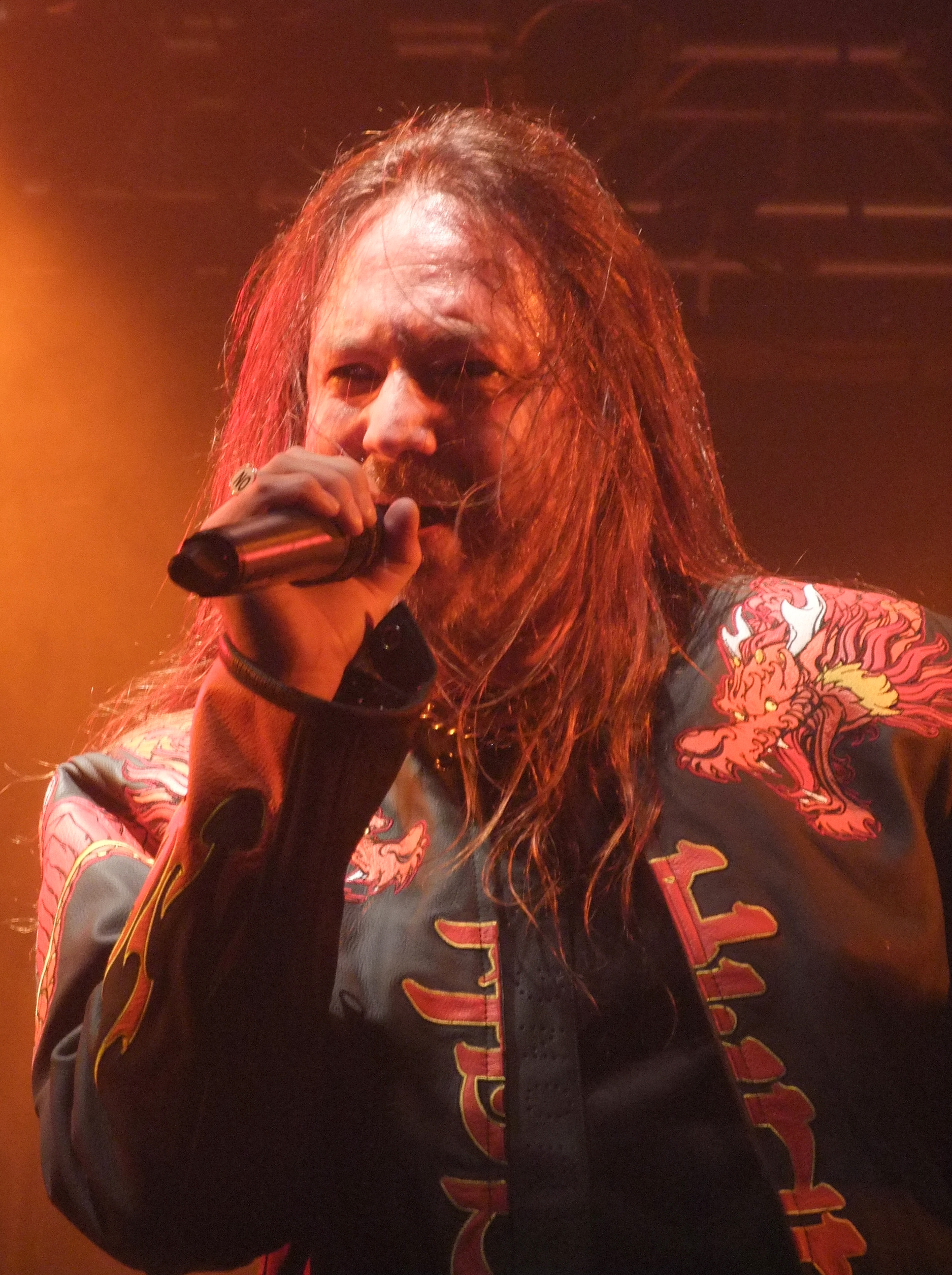
Joacim Cans (* 1970)

- Cansani, Luigi (1927–2017), Schweizer Kirchenmusiker und Professor
- Cansdale, George (1909–1993), britischer Zoologe, Sachbuchautor und Fernsehmoderator
- Cansdale, Roy (1943–2024), britischer Jazzmusiker (Bass, Gitarre)
- Canseco, José (* 1964), kubanischer Baseballspieler
- Canseco, José (* 1989), mexikanischer Eishockeyspieler
- Canseco, Quico (* 1949), amerikanischer Politiker
- Cansel, Feri (1944–1983), türkisch-zyprische Schauspielerin
- Cansel, Zümrüt (* 1963), türkisch-britische Schauspielerin
- Canseliet, Eugène (1899–1982), französischer Alchemist und esoterischer Schriftsteller
- Cansev, Gençer (* 1989), türkischer Fußballspieler
- Cansever, Turgut (1921–2009), türkischer Architekt und Schriftsteller
- Cansian, Lidiane (* 1992), brasilianische Diskuswerferin
- Cansier, Dieter (* 1941), deutscher Ökonom
- Cansino y Antolínez, Juan (1826–1897), spanischer Organist, Pianist, Komponist und Musikpädagoge
- Cansinos Assens, Rafael (1882–1964), spanischer Dichter, Übersetzer, Essayist und Literaturkritiker
- Cansız, Sakine (1958–2013), türkisches Gründungsmitglied der PKK
- Canstatt, Carl Friedrich (1807–1850), deutscher Mediziner
- Canstein, Carl Hildebrand von (1667–1719), Gründer der Cansteinschen Bibelanstalt in Halle
- Canstein, Carl von (1898–1979), deutscher Ministerialrat und auftragsweise Landrat
- Canstein, Ernst Raban von (1840–1911), preußischer Landwirt
- Canstein, Philipp Carl von (1804–1877), preußischer General der Infanterie
- Canstein, Philipp Ludwig von (1669–1708), brandenburgischer Offizier und Kommandeur
- Canstein, Raban von (1617–1680), kurbrandenburgischer Geheimrat und Kammerpräsident
- Canstein, Raban von (1845–1911), österreichischer Jurist
- Canstein, Raban von (1906–2005), deutscher General
- Canstein, Robert von (1796–1875), Abgeordneter
- Canstein, Wilhelm Friedrich Gustav von (1761–1830), Bürgermeister von Kassel

### Cant
- Cant, Sanne (* 1990), belgische Radrennfahrerin
- Canta, Agnes (1888–1964), niederländische Malerin
- Cantacuzino, Dumitrașcu, Herrscher des Fürstentums Moldau
- Cantacuzino, Gheorghe Grigore († 1913), rumänischer Politiker, MinisterpräsidentGheorghe Grigore Cantacuzino († 1913)

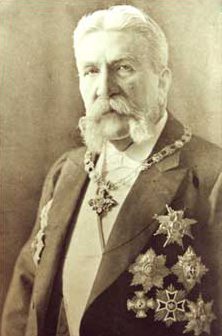
Gheorghe Grigore Cantacuzino († 1913)

- Cantador, Lorenz (1810–1883), Kommandeur der Düsseldorfer Bürgerwehr während der Deutschen Revolution 1848/49
- Cantafora, Antonio (1944–2024), italienischer Schauspieler
- Cantafora, Luigi Antonio (1943–2025), italienischer Geistlicher, römisch-katholischer Bischof von Lamezia Terme
- Cantagrel, Gilles (* 1937), französischer Musikwissenschaftler
- Cantagrel, René (* 1946), deutsch-französischer Poet, Romancier und Kunstmaler
- Cantalamessa, Raniero (* 1934), italienischer Ordensgeistlicher, römisch-katholischer Theologe, Prediger des päpstlichen Hauses
- Cantalapiedra, Aitor (* 1996), spanischer Fußballspieler
- Cantaloube, Amédée († 1883), französischer Kulturjournalist, Schriftsteller und Kunstkritiker
- Cantalupo, Jim (1943–2004), US-amerikanischer Manager, Chef des Restaurantkonzerns McDonald’s
- Cantalupo, Roberto (1891–1975), italienischer Diplomat und Politiker
- Cantaluppi, Mario (* 1974), Schweizer FussballspielerMario Cantaluppi (* 1974)

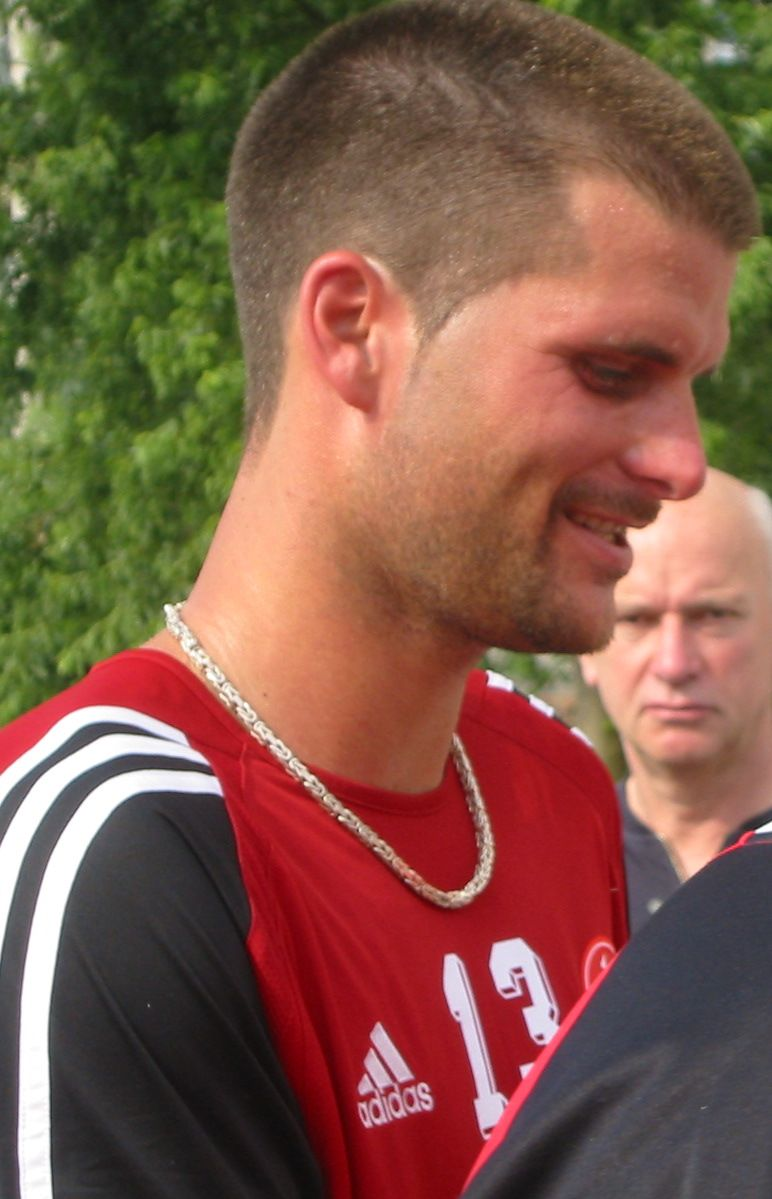
Mario Cantaluppi (* 1974)

- Cantamessa, Gene (1931–2011), US-amerikanischer Tontechniker
- Cantamessa, Jim (* 1978), US-amerikanisch-französischer Basketballspieler
- Cantamessa, Steve, US-amerikanischer Tonmeister
- Cantanhede, Bruno (* 1993), brasilianischer Fußballspieler
- Cantarella, Eva (* 1936), italienische Rechtshistorikerin
- Cantarella, Raffaele (1898–1977), italienischer Gräzist und Byzantinist
- Cantarini, Giorgio (* 1992), italienischer Filmschauspieler
- Cantarini, Simone (1612–1648), italienischer Maler
- Cantarino, Vicente (1925–2017), spanisch-US-amerikanischer Literaturwissenschaftler
- Cantarutti, Robby (* 1966), italienischer Architekt und Designer
- Cantat, Bertrand (* 1964), französischer RocksängerBertrand Cantat (* 1964)

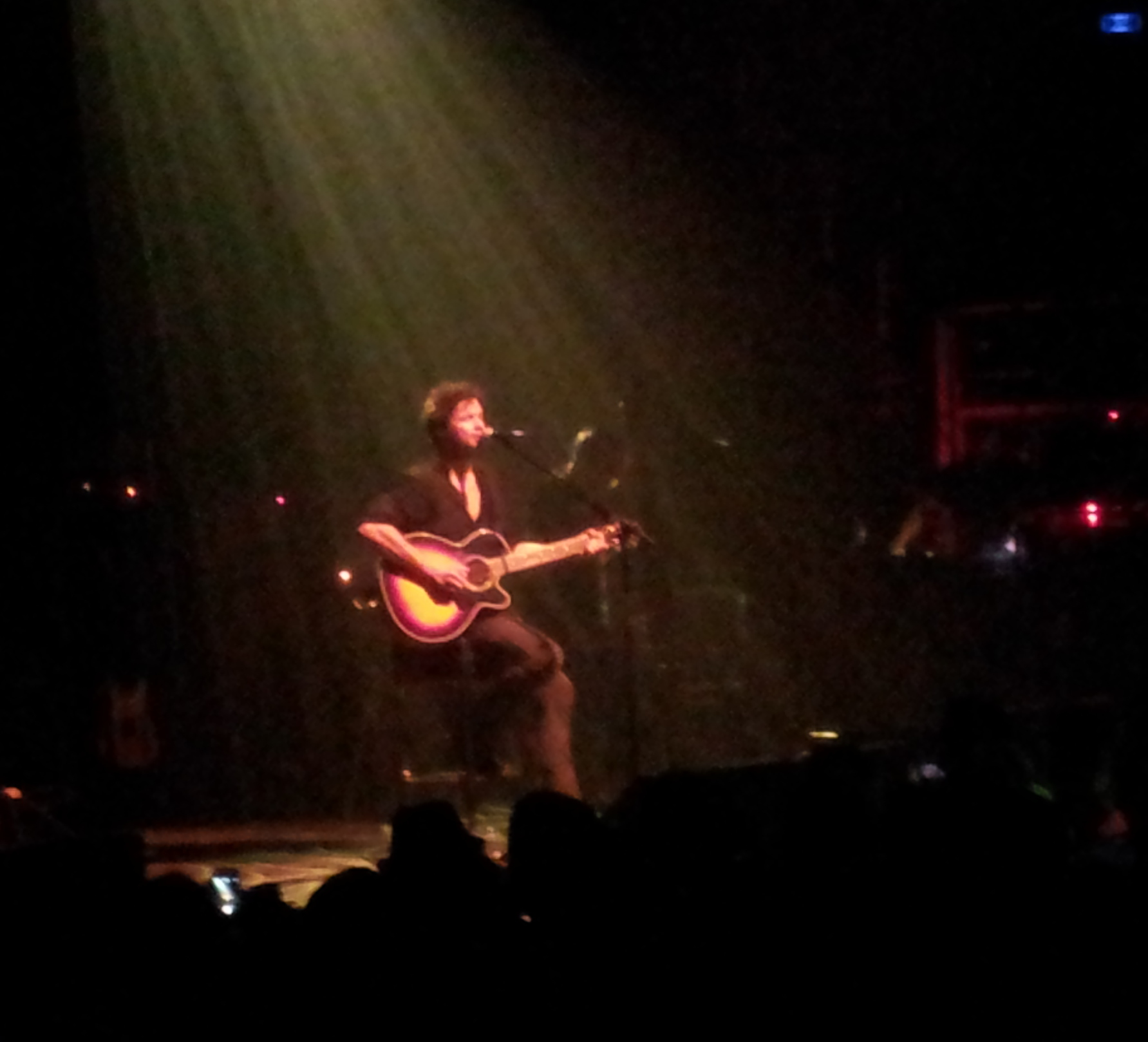
Bertrand Cantat (* 1964)

- Cantat, Serge (* 1973), französischer Mathematiker
- Cantatore, Vicente (1935–2021), argentinischer Fußballspieler und -trainer
- Cantauw, Christiane (* 1964), deutsche Volkskundlerin
- Cantave, Léon (1910–1967), haitianischer Politiker, Präsident von Haiti
- Cantegrel, Robin (* 1995), französischer Handballspieler
- Cantel, Édouard-Adolphe (1836–1910), französischer Geistlicher und römisch-katholischer Bischof von Oran
- Cantele Fink, Alessandro (* 2004), mexikanischer Skirennläufer
- Cantele, Noemi (* 1981), italienische Radrennfahrerin
- Cantelli, Francesco (1875–1966), italienischer Mathematiker
- Cantelli, Guido (1920–1956), italienischer Dirigent
- Cantello, Al (1931–2024), US-amerikanischer Speerwerfer
- Cantelmo, Giacomo (1645–1702), italienischer Geistlicher, Kardinal der katholischen Kirche
- Cantelo, William (* 1839), englischer Erfinder
- Canteloube, Fernand (1900–1976), französischer Radrennfahrer
- Canteloube, Joseph (1879–1957), französischer Komponist, Pianist, Musikwissenschaftler
- Cantemir, Antioh, Fürst der Moldau
- Cantemir, Constantin (1612–1693), Herrscher des Fürstentums Moldau
- Cantemir, Dimitrie (1673–1723), moldauisch-rumänischer Historiker, Musiktheoretiker, Geograph und Universalgelehrter
- Canter, Ernst (1888–1956), deutscher Luftfahrtpionier
- Canter, Jacob († 1529), Pfarrer, Dichter und Humanist
- Canter, Johannes (1424–1497), Humanist und Astronom
- Canter, Jonathan (* 1965), US-amerikanischer Tennisspieler
- Canter, Karl (1889–1979), deutscher Jurist und Ministerialbeamter
- Canter, Ursula, niederländische gelehrte Frau
- Canter, Willem (1542–1575), niederländischer Altphilologe
- Cantera-Lang, Ute (* 1974), deutsche Übersetzerin
- Canterbury, Chandler (* 1998), US-amerikanischer SchauspielerChandler Canterbury (* 1998)

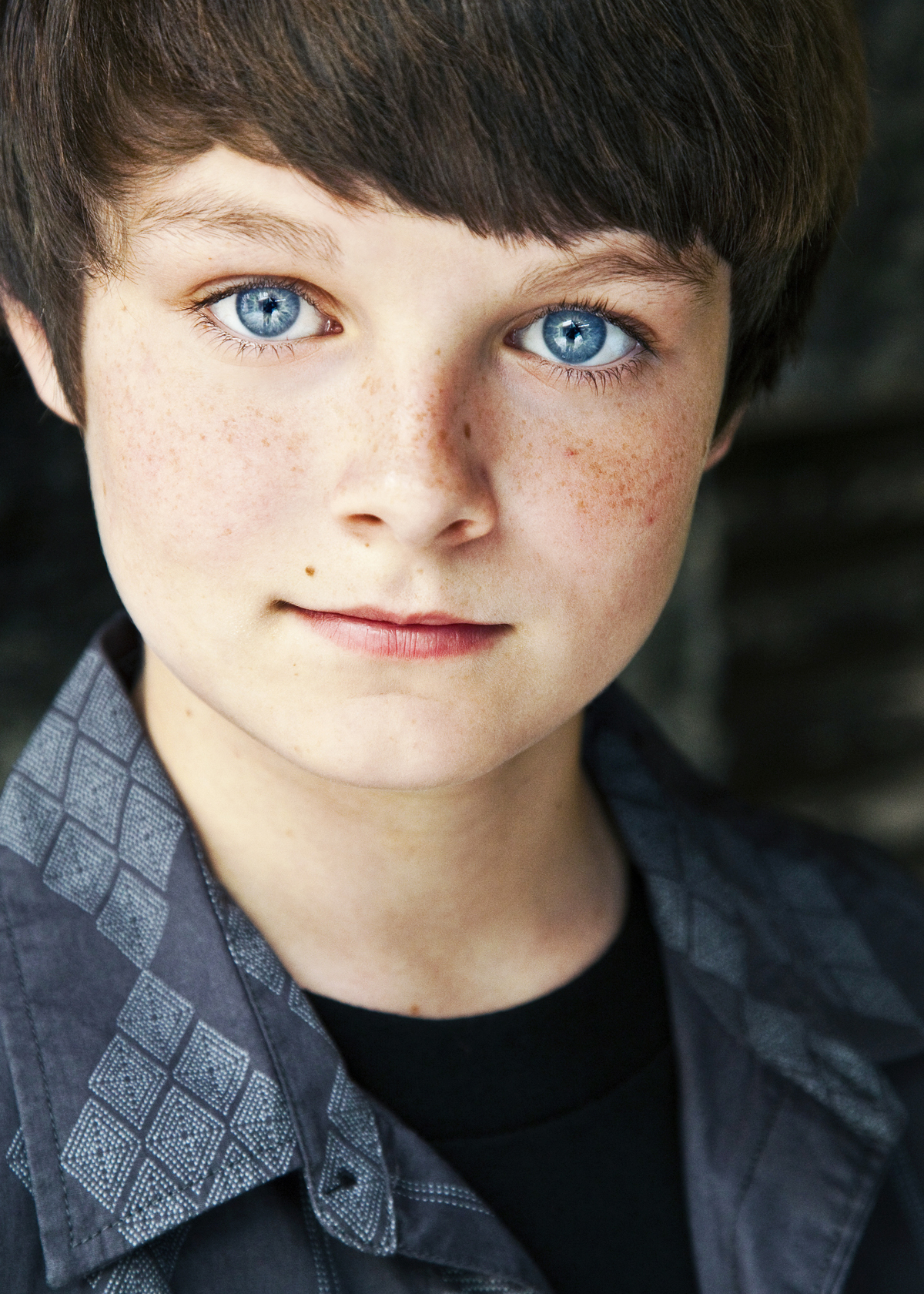
Chandler Canterbury (* 1998)

- Canterbury, Dave (* 1963), US-amerikanischer Soldat, Abenteurer, Pfadfinder und Autor
- Canterbury, Hadrian von († 710), Abt in Canterbury und Heiliger
- Cantero, Alexis (* 2003), paraguayischer Fußballspieler
- Cantero, Castor (* 1918), paraguayischer Fußballspieler
- Cantero, Ever (* 1985), chilenischer Fußballspieler
- Cantero, Jesus (* 1982), spanischer Tischtennisspieler
- Cantero, José Luis (1937–2007), spanischer Sänger
- Canteros, Héctor (* 1989), argentinischer Fußballspieler
- Cantet, Laurent (1961–2024), französischer Filmregisseur, Drehbuchautor und Kameramann
- Cantey, James (1818–1874), General der Konföderierten Staaten von Amerika im Amerikanischen Bürgerkrieg
- Canth, Minna (1844–1897), finnische Schriftstellerin und Frauenrechtlerin
- Canthal, August Martin (1804–1881), deutscher Flötist, Dirigent und Komponist
- Canthal, Friedrich (1848–1922), deutscher Unternehmer und Politiker
- Canthal, Paula Maria (1907–1987), deutsche Architektin und Künstlerin
- Canthal, Werner (1887–1973), deutscher Industriejurist
- Canti, Aldo (* 1961), französischer Leichtathlet
- Canti, Giovanni (1653–1716), italienischer Maler
- Cantian, Christian Gottlieb (1794–1866), deutscher Steinmetz und Baumeister
- Cantianilla, Märtyrer der diokletianischen Christenverfolgung
- Cantianus, Märtyrer der diokletianischen Christenverfolgung
- Cantiello, Vincenzo (* 2000), italienischer Sänger und Gewinner des Junior Eurovision Song Contests 2014
- Cantieni, Benita (* 1950), Schweizer Journalistin, Therapeutin und Buchautorin
- Cantieni, Monica (* 1965), Schweizer Schriftstellerin
- Cantieni, Robert (1873–1954), Schweizer Komponist
- Cantieni, Ursula (1947–2023), schweizerisch-deutsche SchauspielerinUrsula Cantieni (1947–2023)

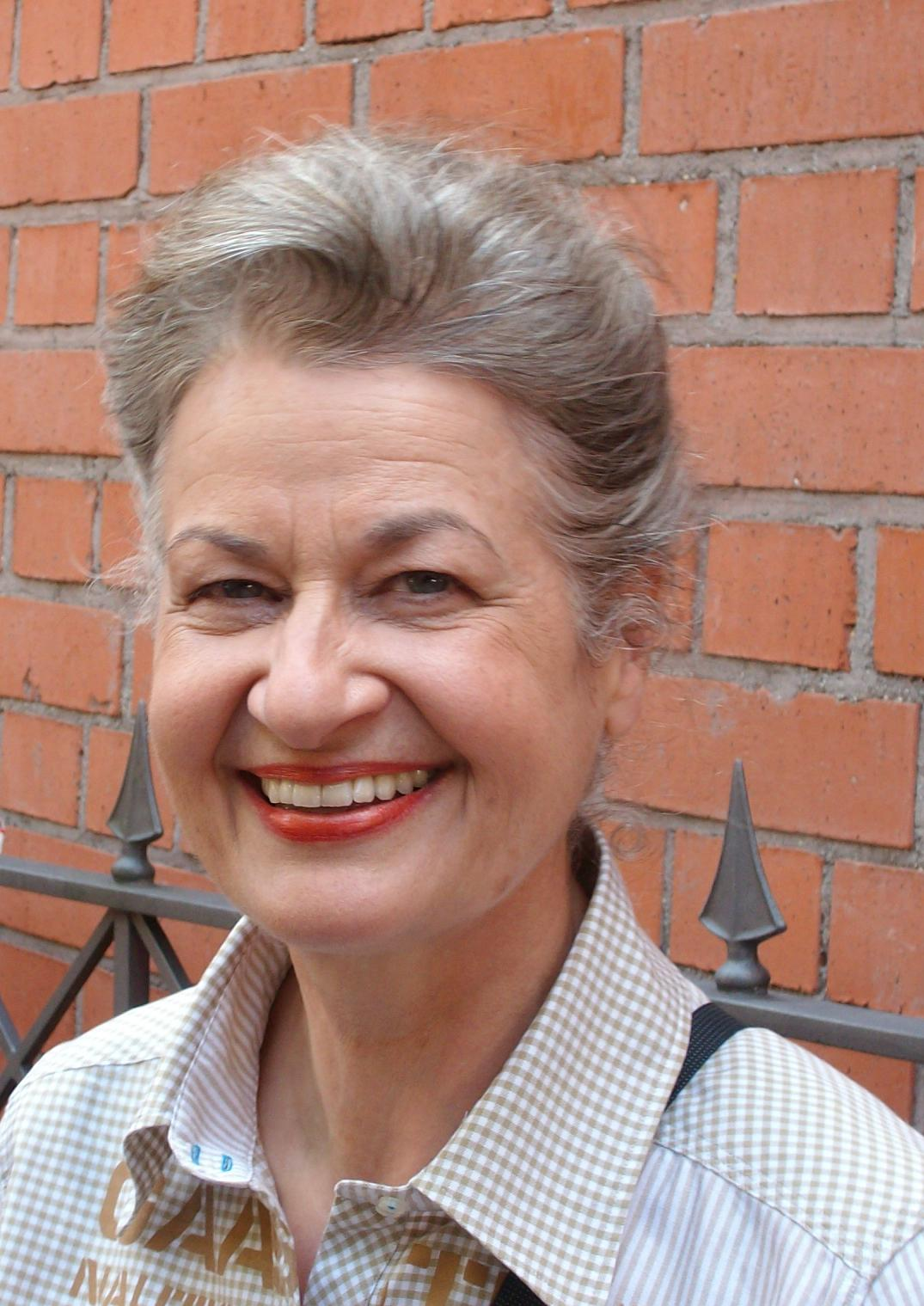
Ursula Cantieni (1947–2023)

- Cantieny, Georg (1883–1971), deutscher Unternehmer
- Cantillana, José (* 1966), chilenischer Fußballspieler
- Cantillas, Precioso (* 1953), philippinischer Ordensgeistlicher und Bischof von Maasin
- Cantillo, Jose Pablo (* 1979), US-amerikanischer Schauspieler
- Cantillon, Richard (1680–1734), irischer Bankier
- Cantilo, José Luis (1871–1944), argentinischer Politiker, Bürgermeister, Gouverneur, Mitglied der Unión Cívica Radical
- Cantilo, José María (1877–1953), argentinischer Diplomat und Außenminister
- Cantilupe, Fulk de, anglonormannischer Adliger und Beamter
- Cantilupe, George de (1251–1273), englischer Adliger
- Cantilupe, Nicholas, 3. Baron Cantilupe († 1355), englischer Adliger, Militär und Richter
- Cantilupe, Walter de († 1266), englischer Geistlicher, Bischof von Worcester
- Cantilupe, William de († 1239), anglonormannischer Adliger
- Cantilupe, William de († 1251), englischer Adliger
- Cantilupe, William de († 1254), englischer Adliger
- Cantilupe, William, 1. Baron Cantilupe, englischer Adliger
- Cantimori, Delio (1904–1966), italienischer Historiker
- Cantinflas (1911–1993), mexikanischer Schauspieler, Sänger, Komiker und ProduzentCantinflas (1911–1993)

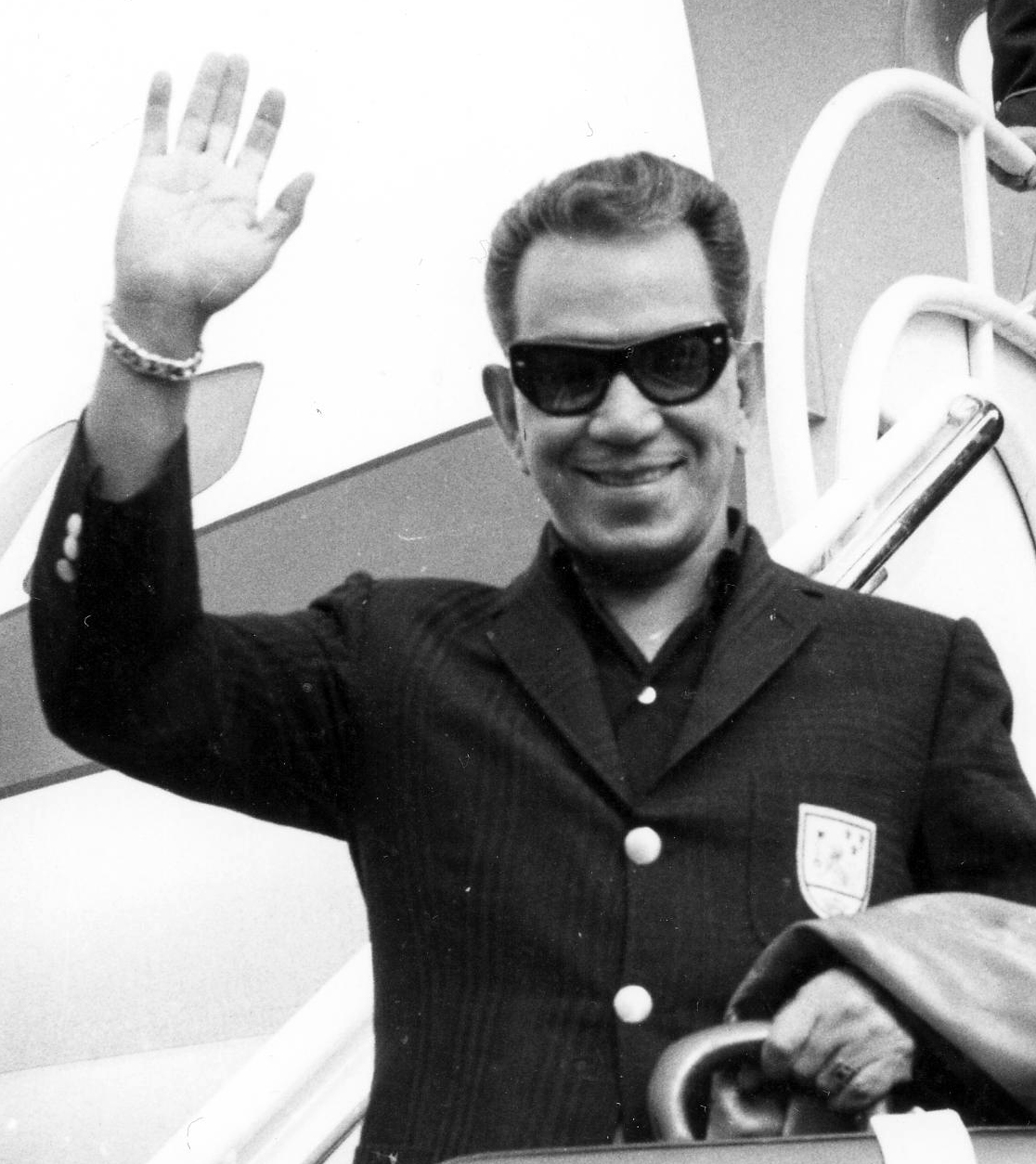
Cantinflas (1911–1993)

- Cantini, Claude (* 1929), Schweizer Historiker und Journalist
- Cantino, Alberto, italienischer Diplomat
- Cantiran de Boirie, Eugène (1785–1857), französischer Theaterdichter und Regisseur
- Cantisani, Antonio (1926–2021), italienischer Geistlicher, römisch-katholischer Erzbischof von Catanzaro-Squillace
- Cantiuncula, Claudius († 1549), Rechtsgelehrter
- Cantius, Märtyrer der diokletianischen Christenverfolgung
- Cantlay, George G. (1920–1999), US-amerikanischer Offizier, Generalleutnant der US-Army
- Cantler, Johann Baptist (1822–1919), Richter am Amtsgericht Erding
- Cantley, Lewis C. (* 1949), US-amerikanischer Biochemiker
- Cantlie, James (1851–1926), britischer Arzt und Chirurg
- Cantlie, John (* 1970), britischer Fotograf und Korrespondent
- Cantner, Uwe (* 1960), deutscher Wirtschaftswissenschaftler
- Cantner, Walter (1908–2002), deutscher Verwaltungsjurist
- Canto da Maia, Ernesto (1890–1981), portugiesischer Bildhauer
- Canto d’Irles, Joseph (1731–1797), österreichischer Feldmarschallleutnant
- Canto e Castro, Henrique (1930–2005), portugiesischer Schauspieler
- Canto e Castro, João do (1862–1934), portugiesischer Admiral und Staatspräsident
- Canto Resende, Artur do (1897–1945), portugiesischer Vermessungsingenieur
- Canto Sosa, José Luis (* 1960), mexikanischer Geistlicher, römisch-katholischer Bischof von San Andrés Tuxtla
- Canto, Adan (1981–2024), mexikanischer SchauspielerAdan Canto (1981–2024)

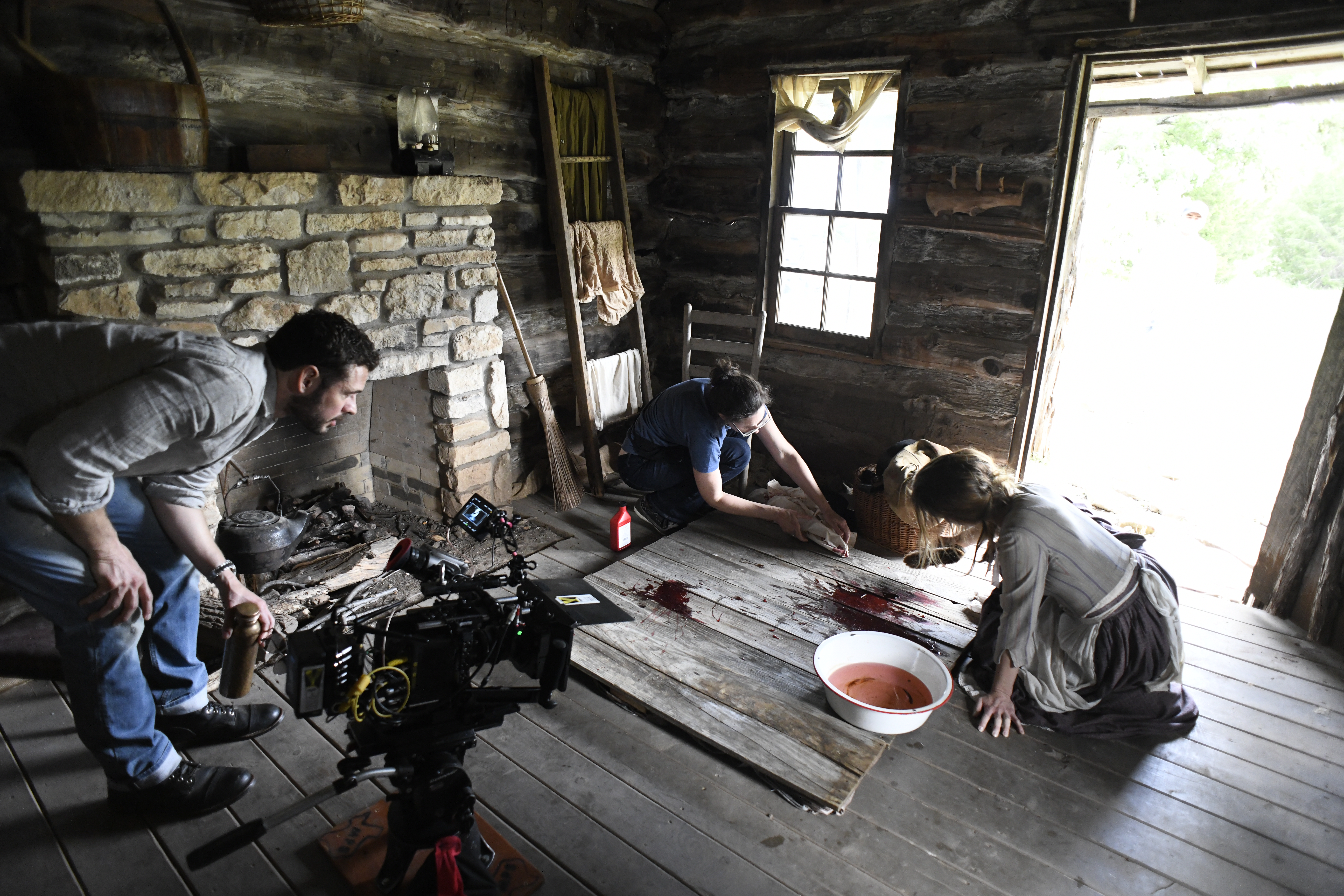
Adan Canto (1981–2024)

- Canto, Alberto del (1547–1611), portugiesischer Konquistador in Neuspanien
- Cantó, Blas (* 1991), spanischer Popsänger
- Canto, Ernesto (1959–2020), mexikanischer Geher und Olympiasieger
- Canto, Flávio (* 1975), brasilianischer Judoka
- Canto, Jorge Brum do (1910–1994), portugiesischer Filmregisseur
- Canto, Miguel (* 1948), mexikanischer Fliegengewichtsboxer
- Cantó, Toni (* 1965), spanischer Schauspieler und Politiker
- Canto-Sperber, Monique (* 1954), französische Philosophin und Philosophiehistorikerin
- Cantofoli, Ginevra (1618–1672), italienische Malerin des Barock
- Cantón Marín, Luis Miguel (1938–1990), mexikanischer Geistlicher und Bischof von Tapachula
- Canton, Darío (* 1928), argentinischer Schriftsteller und Soziologe
- Canton, Gustav Jacob (1813–1885), deutscher Landschafts- und Tiermaler sowie Illustrator
- Canton, Joanna (* 1978), US-amerikanische Schauspielerin
- Canton, John (1718–1772), englischer Physiker
- Cantón, José (1937–2013), spanischer Fußballspieler
- Canton, Maria Theresia (1795–1870), Unterstützerin der Badischen Revolution, Gründerin und Präsidentin des Frauenvereins „Concordia“ in Mannheim
- Canton, Neil (* 1948), US-amerikanischer Filmproduzent
- Canton, Tom, britisch-irischer Schauspieler
- Cantona, Éric (* 1966), französischer Fußballspieler und SchauspielerÉric Cantona (* 1966)

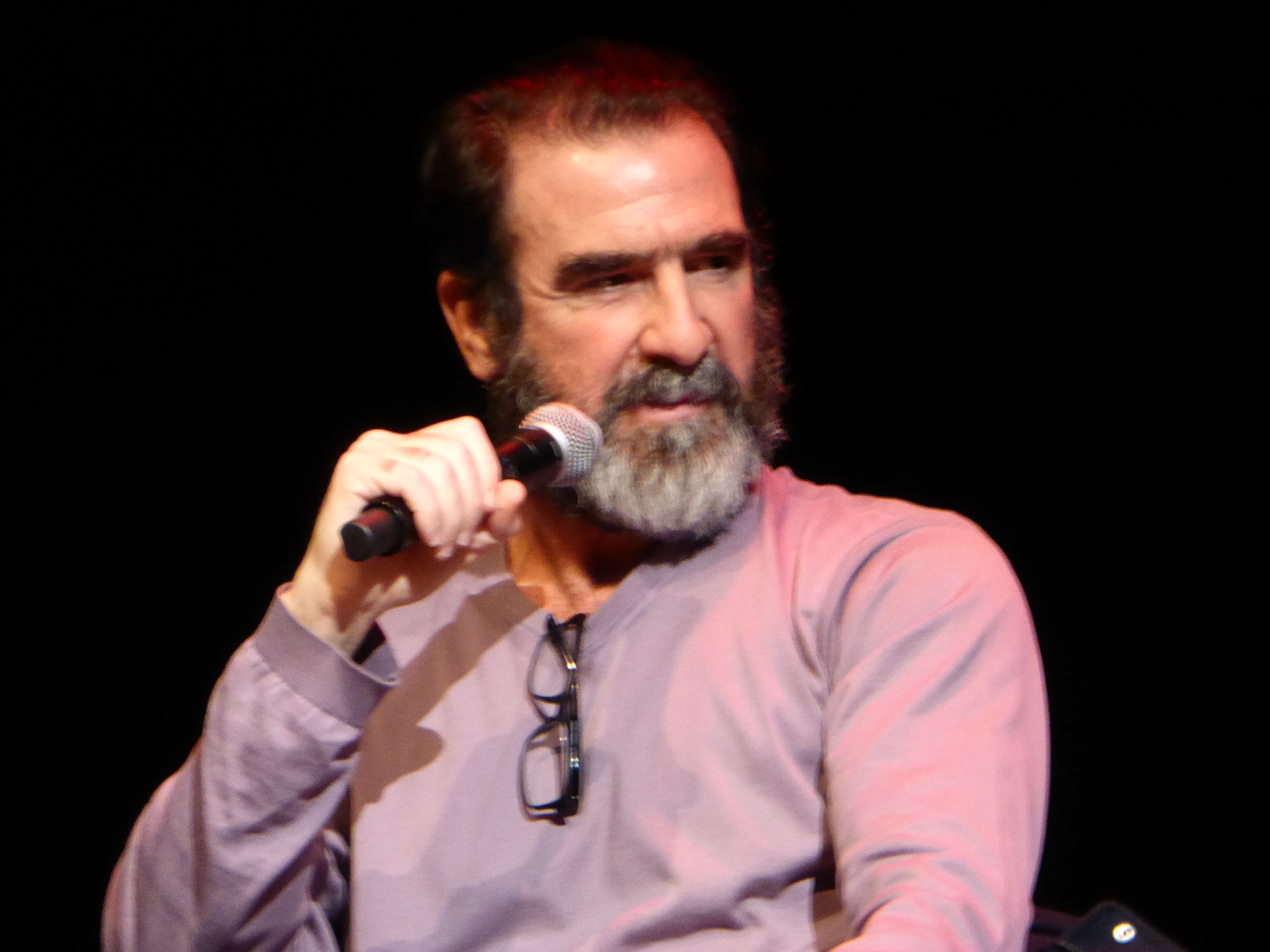
Éric Cantona (* 1966)

- Cantone, Luigi (1917–1997), italienischer Fechter
- Cantone, Mario (* 1959), US-amerikanischer Stand-Up-Komiker und Schauspieler
- Cantoni, Attilio (1931–2017), italienischer Ruderer
- Cantoni, Davide (* 1981), italienischer Wirtschaftshistoriker
- Cantoni, Eitel (1906–1997), uruguayischer Autorennfahrer
- Cantoni, Oscar (* 1950), italienischer Geistlicher, römisch-katholischer Bischof von Como
- Cantoni, Pietro (1648–1700), Schweizer Baumeister
- Cantoni, Simone (1739–1818), Schweizer Architekt
- Cantor, Charles R. (* 1942), US-amerikanischer Molekularbiologe und Biotechnologe
- Cantor, Eddie (1892–1964), US-amerikanischer Komiker, Sänger, Schauspieler, Autor und Songwriter
- Cantor, Emile (* 1955), niederländischer Bratschist und Hochschullehrer
- Cantor, Eric (* 1963), US-amerikanischer Politiker
- Cantor, Georg (1845–1918), deutscher MathematikerGeorg Cantor (1845–1918)

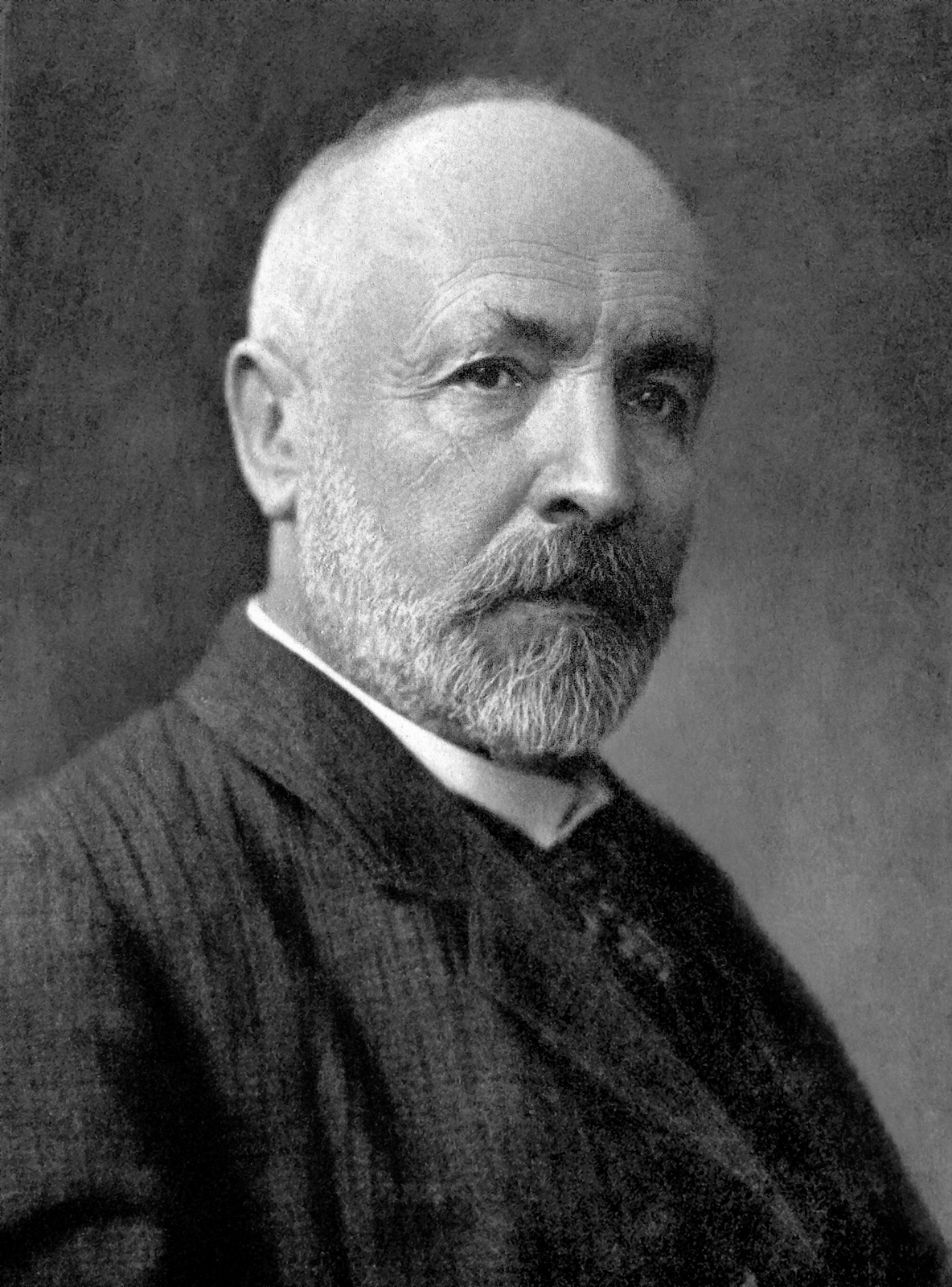
Georg Cantor (1845–1918)

- Cantor, Irwin G. (1927–2017), US-amerikanischer Bauingenieur und Unternehmer
- Cantor, Jacob A. (1854–1921), US-amerikanischer Politiker
- Cantor, James (* 1966), US-amerikanischer Sexualwissenschaftler
- Cantor, Jetty (1903–1992), niederländische Sängerin, Violinistin und Schauspielerin
- Cantor, Matthias (1861–1916), österreichischer Physiker
- Cantor, Maurice (1921–2016), französischer Geistlicher, Gründer und Bischof der altritualistischen „Pfarrei ohne Grenzen“
- Cantor, Max (1959–1991), US-amerikanischer Schauspieler und Journalist
- Cantor, Moritz (1829–1920), erster deutscher Professor für die Geschichte der Mathematik
- Cantor, Nancy (* 1952), US-amerikanische Psychologin und Hochschuladministratorin
- Cantor, Norman (1929–2004), kanadisch-US-amerikanischer Historiker
- Cantor, Theodore Edward (1809–1860), dänischer Mediziner, Zoologe und Botaniker
- Cantor-Jackson, Betty (* 1948), US-amerikanische Tontechnikerin und Musikproduzentin
- Cantore, Antonio (1860–1915), italienischer Generalmajor
- Cantore, Sofia (* 1999), italienische Fußballspielerin
- Cantoreggi, Sandrine (* 1969), luxemburgische Violinistin und Hochschullehrerin für Geige
- Cantoro, Mauro (* 1976), argentinisch-polnischer Fußballspieler
- Cantos Siemers, Irina (* 2000), deutsche Tennisspielerin
- Cantos, Enrique (1925–1996), ecuadorianischer Fußballspieler
- Cantow, Hans-Joachim (1923–2018), deutscher Polymerchemiker
- Cantraine, François-Joseph (1801–1868), belgischer Zoologe (Malakologe)
- Cantrall, Kylie (* 2005), US-amerikanische Schauspielerin, Sängerin, Tänzerin und Social-Media-Persönlichkeit
- Cantrell, Bill (1908–1996), US-amerikanischer Autorennfahrer
- Cantrell, Blu (* 1976), US-amerikanische R&B- und Soul-Sängerin
- Cantrell, J. F. († 1945), US-amerikanischer Unternehmer, der den ersten Waschsalon eröffnete
- Cantrell, Jerry (* 1966), US-amerikanischer RockmusikerJerry Cantrell (* 1966)

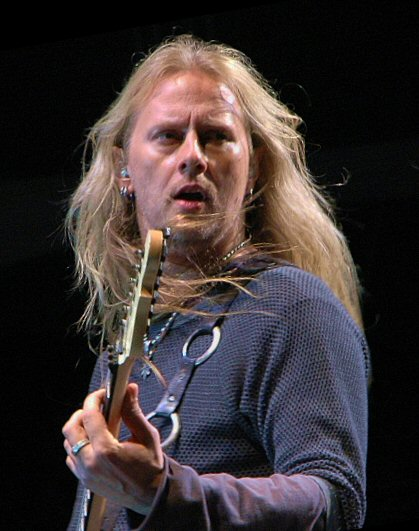
Jerry Cantrell (* 1966)

- Cantrell, Lana (* 1943), australisch-US-amerikanische Pop-Sängerin und Anwältin
- Cantrell, LaToya (* 1972), US-amerikanische Politikerin und Mayor von New OrleansLaToya Cantrell (* 1972)

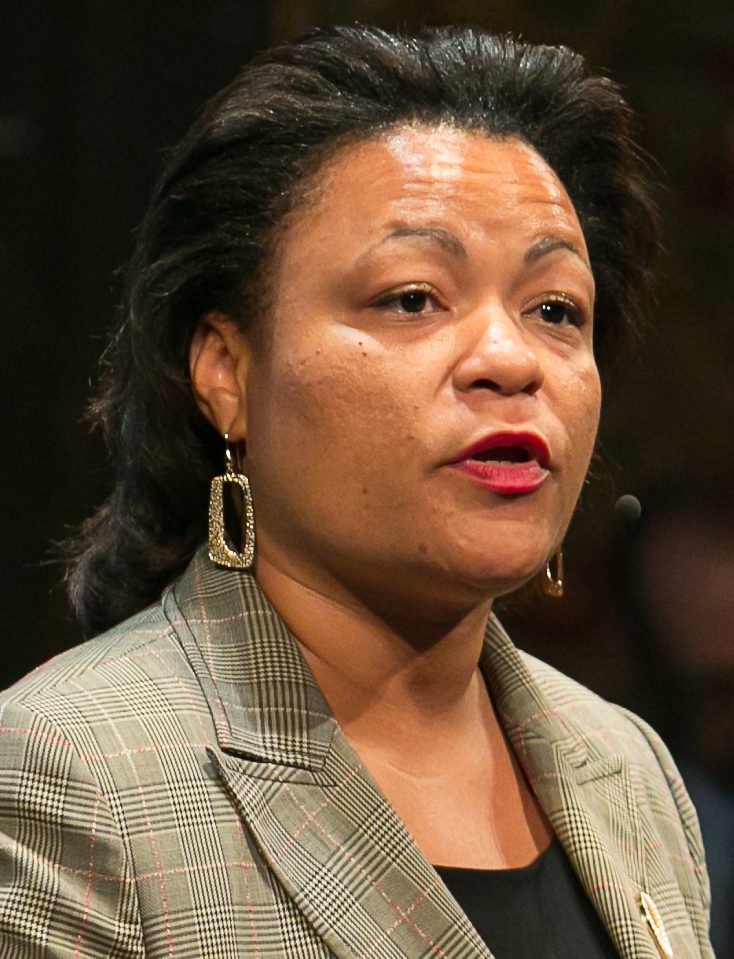
LaToya Cantrell (* 1972)

- Cantrell, Laura, US-amerikanische Country-Sängerin
- Cantrell, Rebecca (* 1968), amerikanische Bestsellerautorin
- Cantrill, J. Campbell (1870–1923), US-amerikanischer Politiker
- Cantrill, James E. (1839–1908), US-amerikanischer Politiker
- Cantú Garza, Federico (1907–1989), mexikanischer Künstler
- Cantú Medina, Armando (* 1930), mexikanischer Botschafter
- Cantu, Brandon (* 1981), US-amerikanischer Pokerspieler
- Cantù, Cesare (1804–1895), italienischer Gelehrter und Schriftsteller
- Cantú, Gerardo (1934–2021), mexikanischer Maler
- Cantú, Guillermo (* 1968), mexikanischer Fußballspieler
- Cantù, Luigi (1868–1951), italienischer Radrennfahrer
- Cantù, Mario Enrique (1903–1961), argentinischer Komponist und Musikkritiker
- Cantu, Nicolas (* 2003), US-amerikanischer Synchronsprecher, Filmschauspieler und YouTuber
- Cantú, Oscar (* 1966), US-amerikanischer Geistlicher und römisch-katholischer Bischof von San Jose in California
- Cantuarias Pastor, Oscar Rolando (1931–2011), peruanischer Geistlicher, römisch-katholischer Bischof
- Cantuti Castelvetri, Francesco (1904–1979), italienischer Adliger
- Cantwell, Christian (* 1980), US-amerikanischer Kugelstoßer
- Cantwell, John Cassin (1859–1940), US-amerikanischer Forschungsreisender in Alaska
- Cantwell, John Joseph (1874–1947), irisch-amerikanischer römisch-katholischer Geistlicher
- Cantwell, Jonathan (1982–2018), australischer Straßenradrennfahrer
- Cantwell, Jordan (* 1967), kanadische Theologin
- Cantwell, Maria (* 1958), US-amerikanische Politikerin (Demokratische Partei), Senatorin für den Bundesstaat Washington
- Cantwell, Noel (1932–2005), irischer Fußballspieler und -trainer und Cricketspieler
- Cantwell, Todd (* 1998), englischer Fußballspieler
- Canty, Anthony (* 1991), deutscher Basketballspieler
- Canty, Brian (1931–2024), britischer Kolonialgouverneur
- Canty, Judy (1931–2016), australische Weitspringerin
- Canty, Marietta (1905–1986), US-amerikanische Schauspielerin
- Cantz, Guido (* 1971), deutscher Komiker und ModeratorGuido Cantz (* 1971)

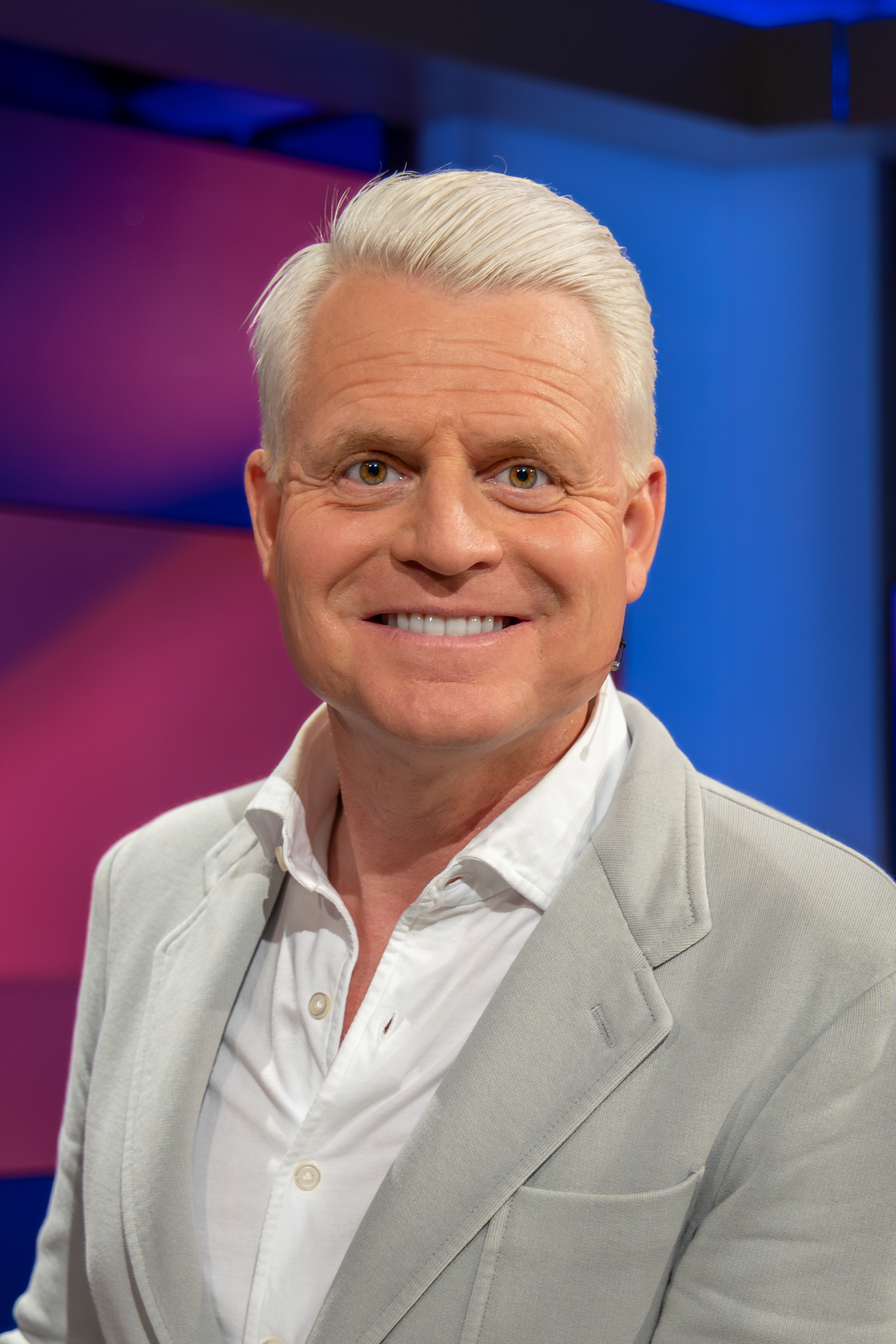
Guido Cantz (* 1971)

- Cantz, Kerstin (* 1958), deutsche Schriftstellerin und Drehbuchautorin
- Cantz, Stefan (* 1956), deutscher Drehbuchautor
- Cantzen, Rolf (* 1955), deutscher Journalist und Autor
- Cantzler, Bernhard, deutscher Kartograph
- Cantzler, Ernst (* 1940), deutscher Drehbuchautor und Regisseur
- Cantzler, Roland (1931–2023), deutscher Jurist und Politiker (CSU), MdB

### Canu
- Canu, Fabien (* 1960), französischer Judoka
- Cânu, Gabriel (* 1981), rumänischer Fußballspieler
- Canuel, Denis (* 1962), kanadischer Bogenschütze
- Canuel, Eric (1961–2024), kanadischer Regisseur
- Canuel, Karol-Ann (* 1988), kanadische Radrennfahrerin
- Canuleius Zosimus, Marcus, griechischer Toreut
- Canup, Robin M. (* 1968), US-amerikanische Astrophysikerin
- Canusius Praenestinus, Quintus, römischer Suffektkonsul (156)
- Canuso, Jake (* 1970), schweizerisch-britischer Schauspieler
- Canuti, Domenico Maria (1626–1684), italienischer Maler und Freskant des Barock
- Canuti, Federico (* 1985), italienischer Radrennfahrer
- Canuti, Stefano (* 1961), italienischer Fagottist und Musikpädagoge
- Canutt, Yakima (1895–1986), US-amerikanischer Rodeo-Reiter, Stuntman und Second-Unit-Regisseur

### Canv
- Canville, Gerard de, anglonormannischer Adliger
- Canville, Richard de († 1176), anglonormannischer Adliger
- Canville, Richard de († 1217), anglonormannischer Adliger

### Cany
- Canyes Santacana, Marceliano Eduardo (1913–1989), spanischer römisch-katholischer Ordensgeistlicher, Apostolischer Präfekt von Leticia
- Canyon, Christy (* 1966), US-amerikanische PornodarstellerinChristy Canyon (* 1966)

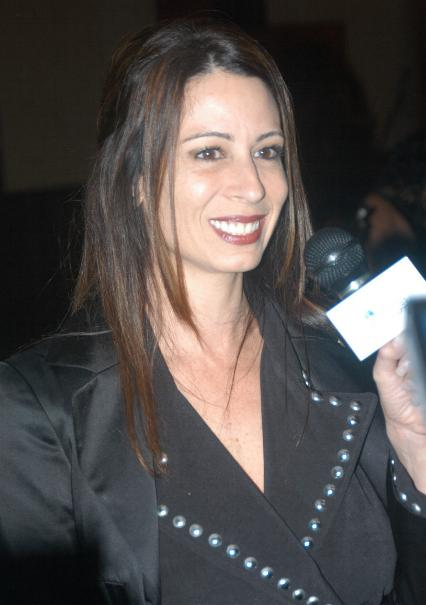
Christy Canyon (* 1966)

### Canz
- Canz, Eberhard Christoph (1720–1773), deutscher Jurist
- Canz, Israel Gottlieb (1690–1753), deutscher Philosoph, evangelischer Geistlicher und Theologe
- Canz, Wilhelmine (1815–1901), deutsche Diakonisse
- Canzanello, Andy (* 1981), US-amerikanischer Eishockeyspieler
- Canzani Garcia, Yaiza (* 1987), spanisch-uruguayische Mathematikerin
- Canzani, Carlos (* 1953), uruguayischer Sänger und Produzent
- Canzi, August (1808–1866), österreichischer Maler
- Canzian, Red (* 1951), italienischer Musiker
- Canziani, Luísa (* 1996), brasilianische Politikerin
- Canziani, Osvaldo (1923–2015), argentinischer Klimatologe
- Canzio, Stefano (1915–1991), italienischer Dokumentarfilmer und Spielfilmregisseur
- Canzler, Adolph (1818–1903), deutscher Architekt und Denkmalpfleger, sächsischer Baubeamter
- Canzler, Carl (1858–1919), deutscher Kupferschmied und Apparatebau-Unternehmer
- Canzler, Conrad (1853–1928), deutscher Architekt und sächsischer Baubeamter
- Canzler, Friedrich Gottlieb (1764–1811), deutscher Nationalökonom, Historiker und Geograph
- Canzler, Gerhard (1929–2011), deutscher Heimatforscher
- Canzler, Johann Georg (1740–1809), sächsischer Legationsrat in Stockholm
- Canzler, Karl Christian (1733–1786), deutscher Bibliothekar und Historiker
- Canzler, Weert (* 1960), deutscher Sozialwissenschaftler und Mobilitätsforscher
- Canzoneri, Michele (* 1944), italienischer Künstler
- Canzoneri, Tony (1908–1959), US-amerikanischer Boxer
- Canzoniero, Christian (* 1974), argentinischer Handballspieler